# Steyr Daimler Puch
Die Steyr-Daimler-Puch AG entstand 1934 durch die Fusion der Steyr-Werke mit den Austro-Daimler-Puchwerken und war ein bedeutender Mischkonzern der metallverarbeitenden Industrie sowie einer der größten Arbeitgeber in Österreich. Die Aktien waren mehrheitlich im Eigentum der verstaatlichten Creditanstalt. Von 1987 bis 1998 wurde der Konzern aufgeteilt und verkauft.

## Geschichte

### Vorgänger

#### Steyr-Werke

Steyr-Logo

Keimzelle des Unternehmens war die 1830 von Leopold Werndl in Oberletten nahe Steyr eröffnete Gewehrfabrik.
Josef Werndl, Sohn des Unternehmensgründers, gründete am 16. April 1864 die Josef und Franz Werndl & Comp., Waffenfabrik und Sägemühle. Dieses Datum wurde 1964 zum Anlass genommen, 100 Jahre Steyr-Daimler-Puch AG zu zelebrieren. 1869 wurde das Unternehmen zu einer Aktiengesellschaft mit dem Namen Österreichische Waffenfabriks-Gesellschaft (ÖWG). 1926 firmierte die ÖWG in Steyr-Werke AG um.

#### Austro-Daimler-Puchwerke
Die Austro-Daimler-Puchwerke AG war 1928 durch den Zusammenschluss von Austro-Daimler, der Oesterreichischen Flugzeugfabrik (Oeffag) und der Puch-Werke AG entstanden.

### 1934 bis 1938
Die Fusion zur Steyr-Daimler-Puch AG war mit tiefgreifenden Veränderungen verbunden. Die Zweiradproduktion wurde in Graz und die Automobilfertigung in Steyr konzentriert. Die Produktion von Schienenfahrzeugen wurde eingestellt und das Austro-Daimler-Werk in Wiener Neustadt geschlossen.
Ab 1934 wurden die modernen Stromlinienfahrzeug-Typen Steyr 100 und 200 mit Vierzylindermotoren gut verkauft. Ebenso erfolgreich war der 1936 präsentierte Kleinwagen Steyr 50/55 („Steyr-Baby“). Zugleich wurden auch 6-Zylinder-Modelle auf den Typen 200 aufbauend gefertigt, die Typen 120, 125 und 220. Luxuriöse Cabriolets auf Basis des Typs 220 wurden in Kleinserie bei der renommierten Gläser-Karosserie GmbH in Dresden mit Karosserien versehen. Selten kamen auch österreichische Unternehmen wie Keibl oder Armbruster zu Einzelaufträgen. Es wurden auch Lastkraftwagen und von einzelnen Personenwagentypen abgeleitete Lieferwagen, Kleinlastwagen, Taxis, Rettungs- und Feuerwehrfahrzeuge in kleinen Stückzahlen gebaut.
In dieser Zeit wurden außerdem z. B. „Eislaufschuhe“ bzw. Kufen für den Profi-Sport (die man damals noch auf normale Schuhe montierte), mit dem Namen „STYRIA OLYMPIC“ produziert. Diese Kufen sind heutzutage bereits gesuchte Raritäten unter Sammlern.
Komponenten für Fahrräder wie Rücktrittbremsen, Sättel und Lichtanlagen wurden nicht mehr zugekauft, sondern in großer Stückzahl im eigenen Werk produziert.

### 1938 bis 1945

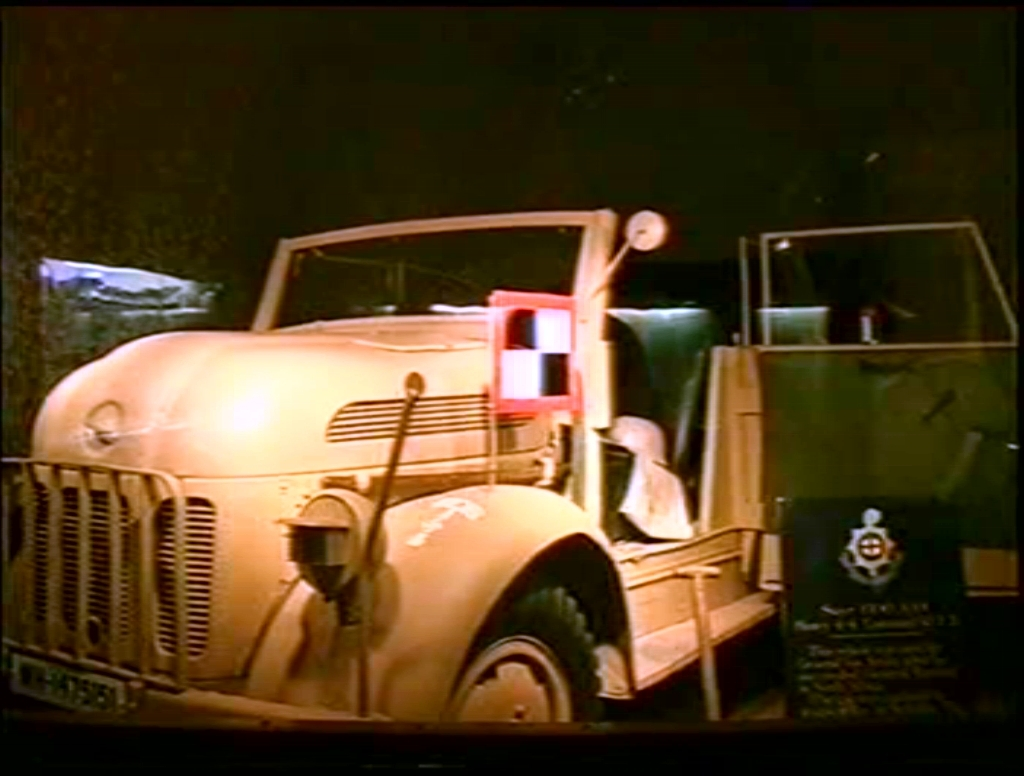
Hans-Jürgen von Arnims Steyr Typ 1500A bei der Festung in Eastbourne

Nach dem Anschluss Österreichs an das Deutsche Reich wurden die Steyr-Daimler-Puch-Werke unter dem neuernannten Generaldirektor Georg Meindl rasch wieder zu einem Rüstungskonzern umgeformt, im Kfz-Bereich erwirkt durch den Schell-Plan.
In der Zeit des Nationalsozialismus in Österreich dominierte die Rüstungsproduktion mit etwa 32.000 Beschäftigten das den Reichswerken Hermann Göring angeschlossene Unternehmen. Neue Fabriken wurden in Graz-Thondorf (Zweier-Werk) und in St. Valentin (Nibelungenwerk) errichtet.
Hervorzuheben ist auch eine umfangreiche Zusammenarbeit mit der DEST in den Granitwerken Mauthausen.
In mehreren Nebenlagern des Konzentrationslagers Mauthausen mussten Häftlinge Zwangsarbeit für die Steyrwerke leisten. Im KZ-Nebenlager Steyr-Münichholz und in Melk wurden Kugellager erzeugt. Auch im besetzten Polen wurde produziert, etwa in einem Außenlager des KZ Majdanek in Radom. Nach Bombenangriffen auf das Werk Graz-Thondorf wurde Teile der Fertigung im Rahmen der sogenannten U-Verlagerung in Stollen in der Peggauer Wand verlegt.
Die Produktionspalette wurde umgehend auf die Produktion des deutschen Standardgewehres, des Karabiners 98k, ausgeweitet, und die Entwicklung und Produktion des Maschinengewehrs MG 42 und des Sturmgewehrs StG 44 wurde aufgenommen.
Die für das österreichische Heer entwickelten Typen 250 und 640 wurden in geringem Umfang weitergebaut. Die Produktion von Pkw – wie den Cabriolets, Limousinen und Behördenfahrzeugen der Typen Steyr 200 und Steyr 220 – wurde 1940 beendet. Die Produktion von Personenwagen wurde nicht mehr aufgenommen. 1941 wurde die Erzeugung des Typs 1500 A, einer kompletten Porsche-Neukonstruktion eines leichten Lastkraftwagens, mit luftgekühltem V8-Motor, begonnen. Auf dieser Konstruktion, die auch Basis für den Neuanfang nach dem Zweiten Weltkrieg war, wurde auch 1942 der Raupenschlepper Ost entwickelt, der von verschiedenen Unternehmen in Lizenz gebaut wurde.

### Nach 1945
Nach dem Ende des Zweiten Weltkrieges bestand ein großer Bedarf an Nutzfahrzeugen und Traktoren. Die Produktion von Lastwagen der Type 370 mit V8-Ottomotor wurde 1946 aufgenommen. Im Jahr 1948 wurde der erste Lastwagen Steyr-Diesel 380 vorgestellt. Auf derselben Motorenentwicklung fußt auch die Produktion der Steyr-Traktoren. Da auch der Bedarf an Personenwagen stieg, wurde mit Fiat ein Kooperationsvertrag geschlossen, und die Fiat-Modelle kamen als Steyr-Fiat auf den österreichischen Markt.

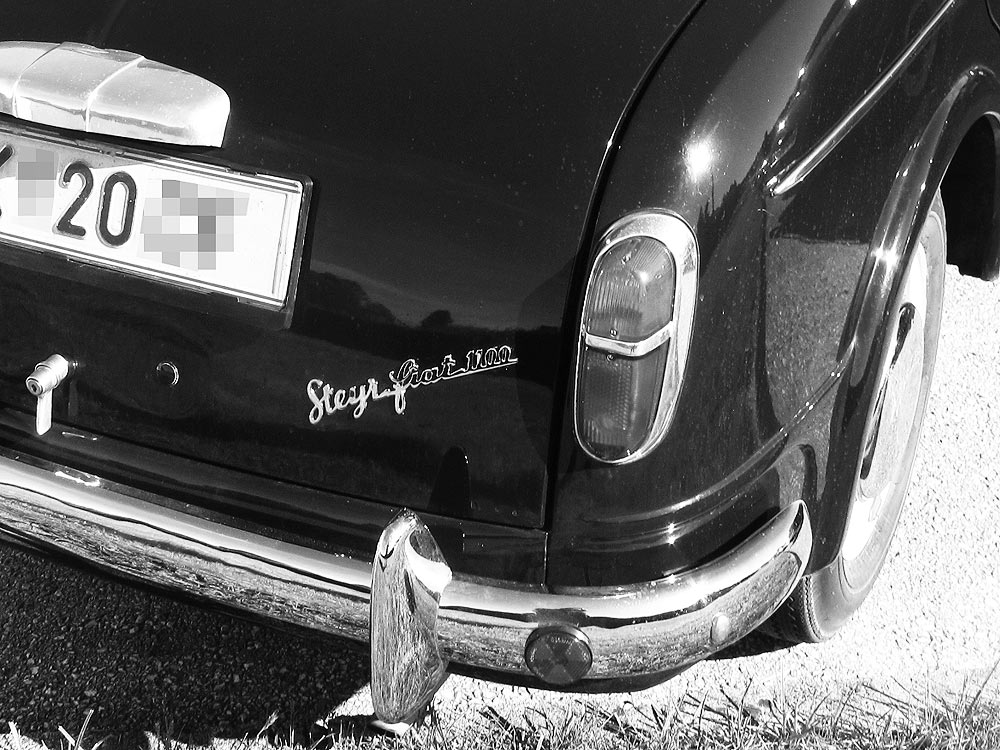
Der 1100er im 1950er-Jahre-Design
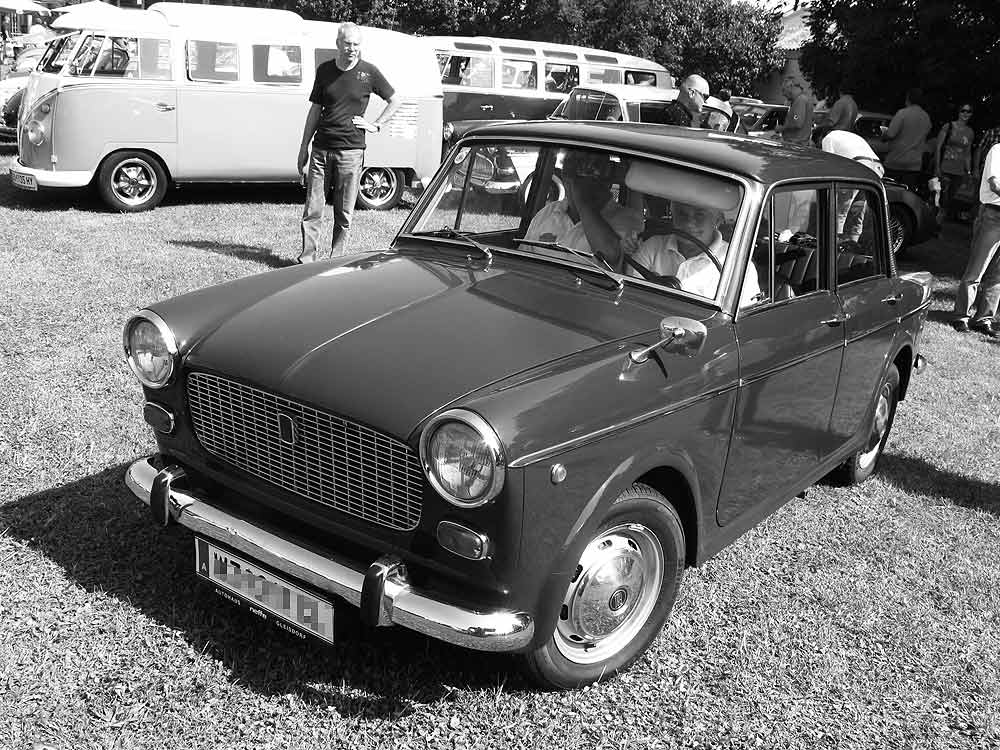
Der 1100 D, Anfang der 1960er, made in Steyr
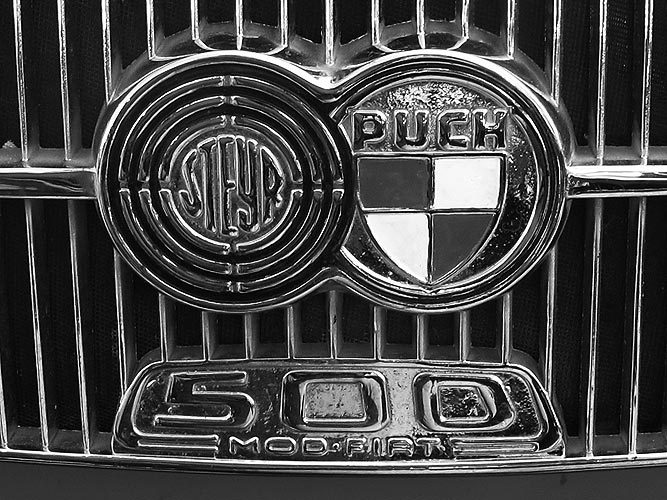
Das „Modell Fiat“ im Front-Logo eines Steyr-Puch 500
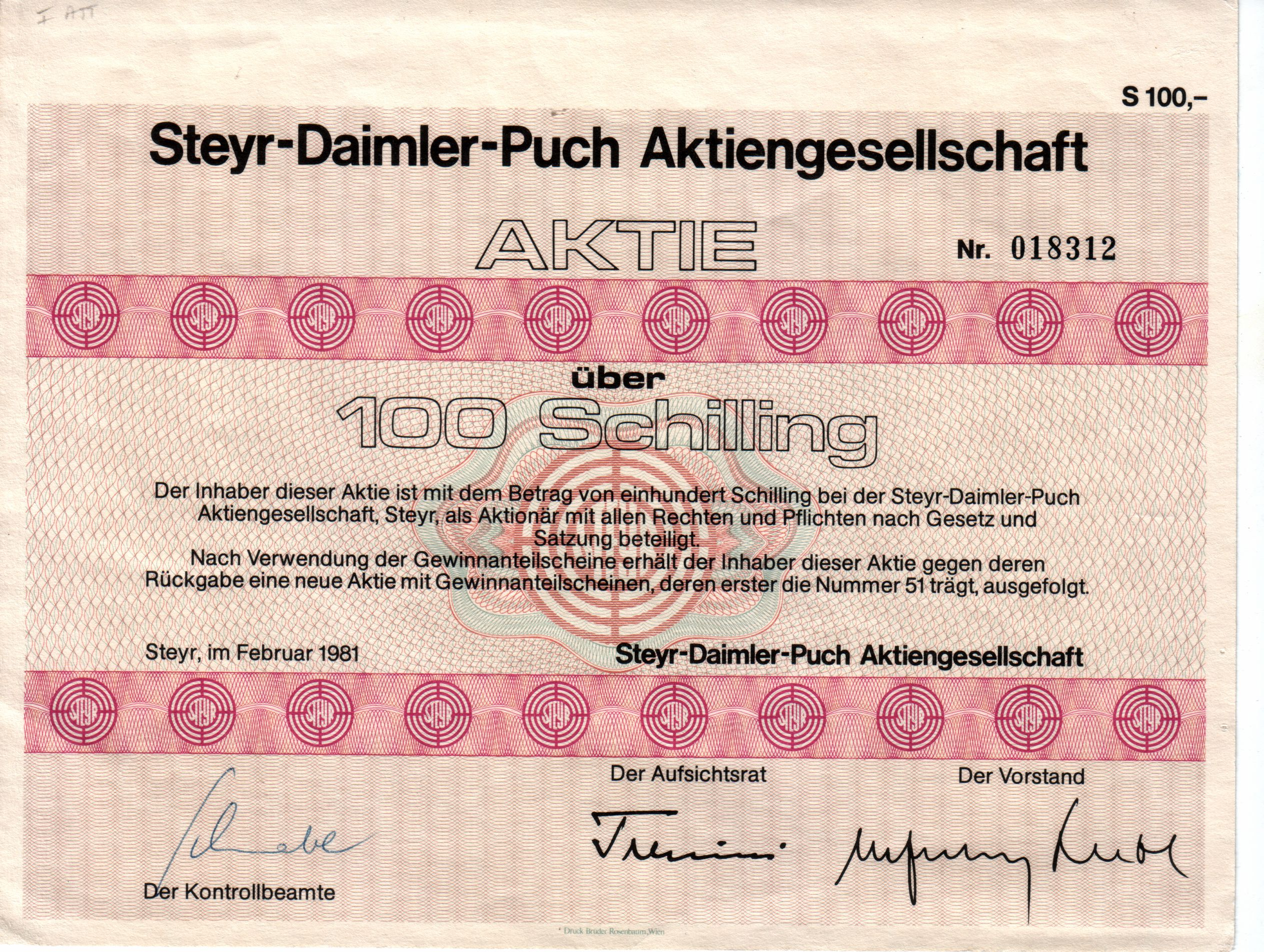
Aktie der Steyr Daimler Puch AG

Mitte der 1960er Jahre umfasste das Produktionssortiment Pkw, Lkw, Geländewagen, Traktoren, Landmaschinen, Wälzlager, Jagdwaffen, Panzer, Motorräder, Fahrräder und Werkzeuge. Etwa ein Drittel der Produktion ging in den Export. Bekannte Fahrzeuge waren der Haflinger und der Pinzgauer, die vor allem beim österreichischen Bundesheer, aber auch bei zahlreichen ausländischen Armeen jahrelang eingesetzt waren.

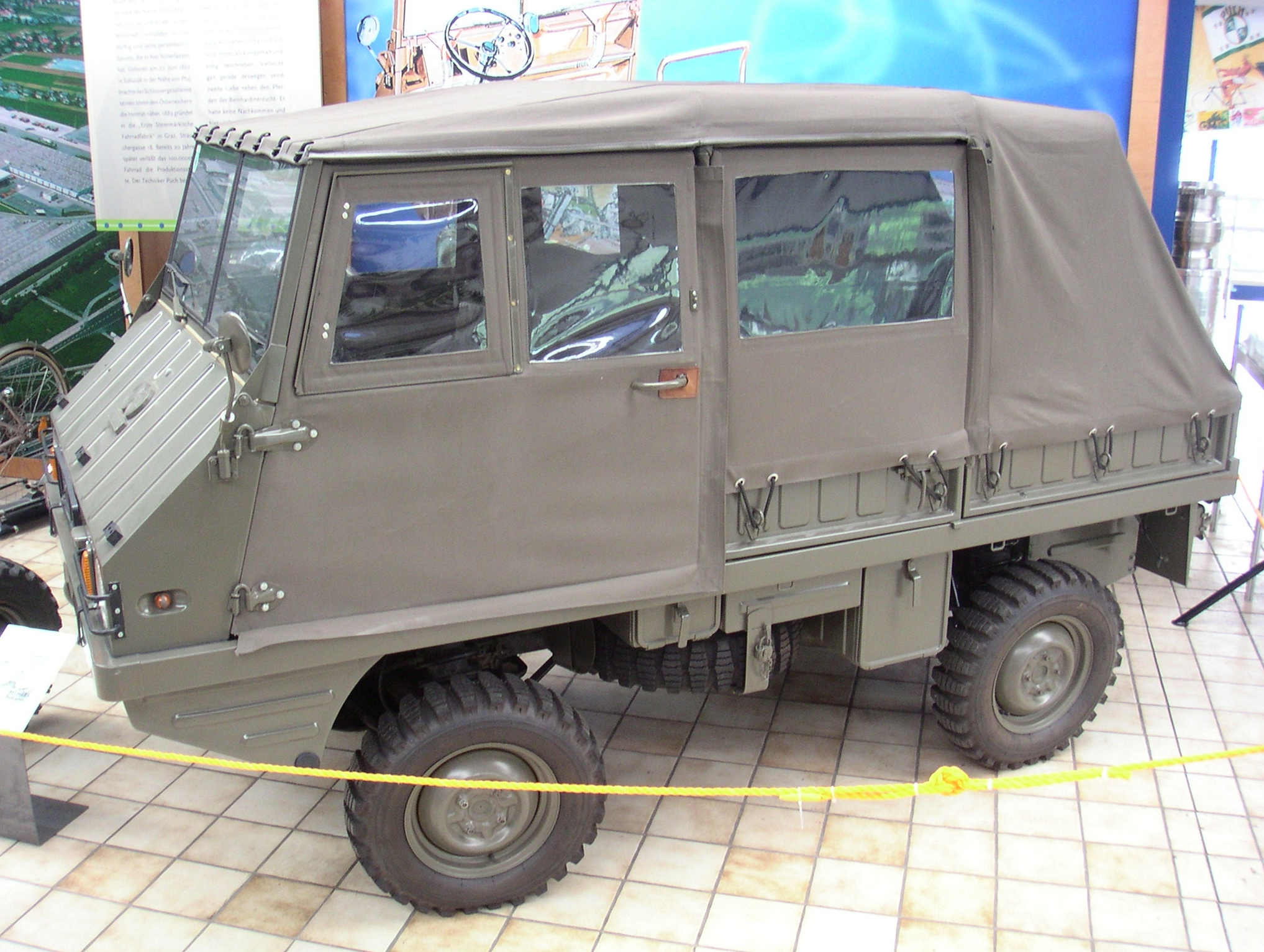
Steyr-Puch Haflinger im Johann Puch Museum Graz
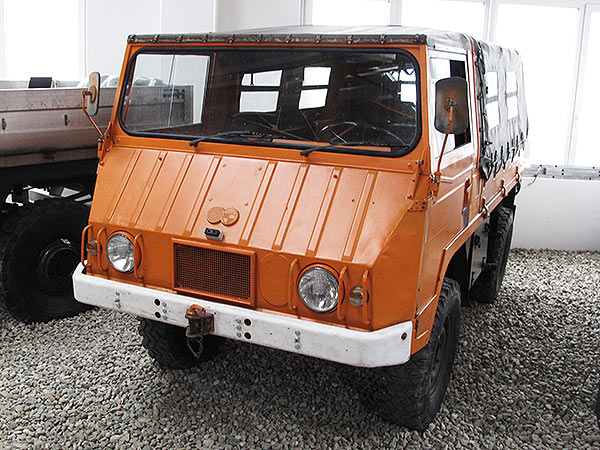
Steyr-Puch Pinzgauer (Prototyp) im Johann Puch Museum Graz
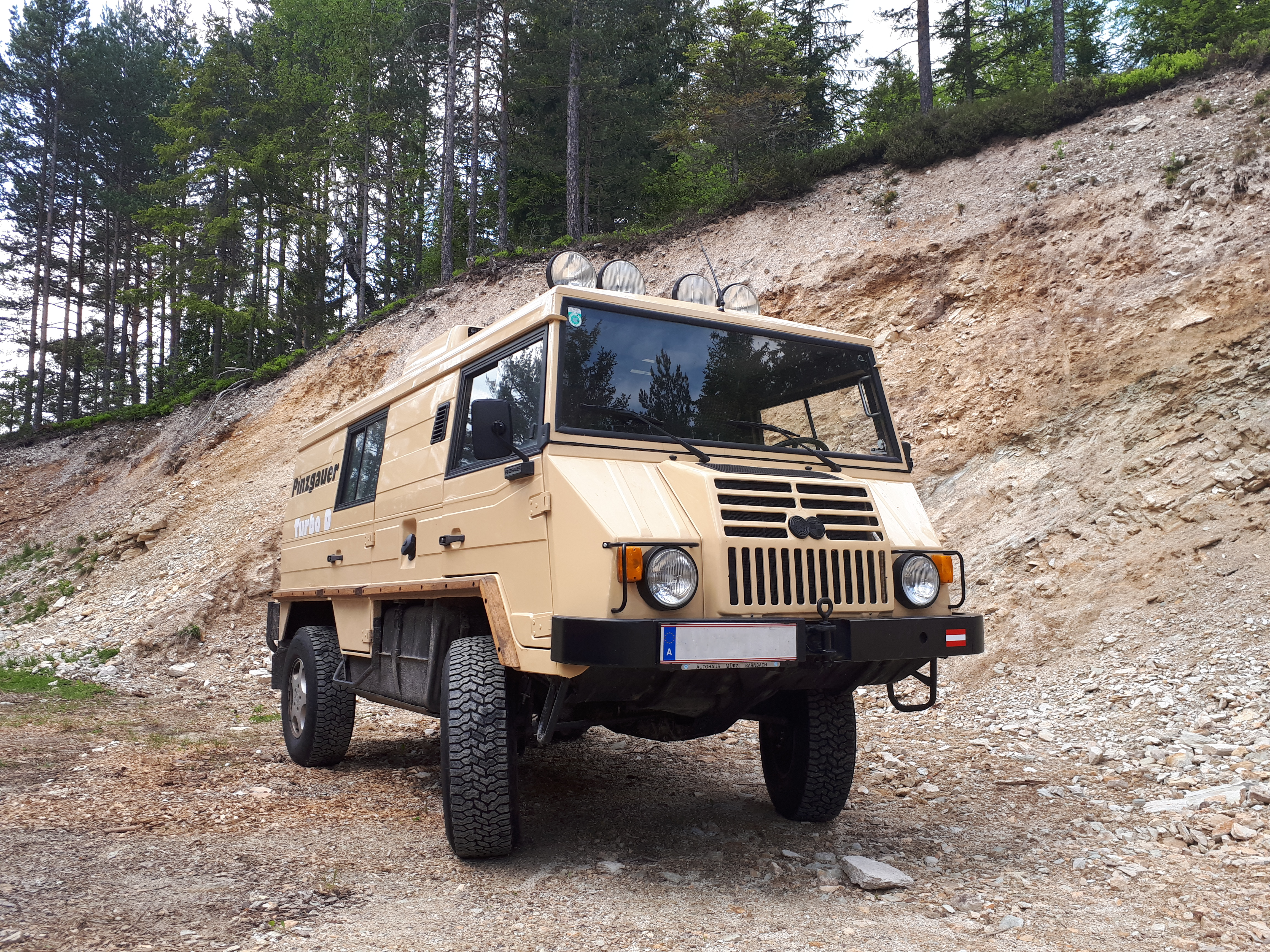
Puch Pinzgauer Turbo D

Der Puch G ist baugleich mit dem Mercedes-Benz G, der auch in Graz gebaut wird. Nur das wesentlich kleinere Vertriebsnetz von Steyr-Daimler-Puch führte dazu, dass das Fahrzeug auch unter der Marke Mercedes-Benz vertrieben wurde.

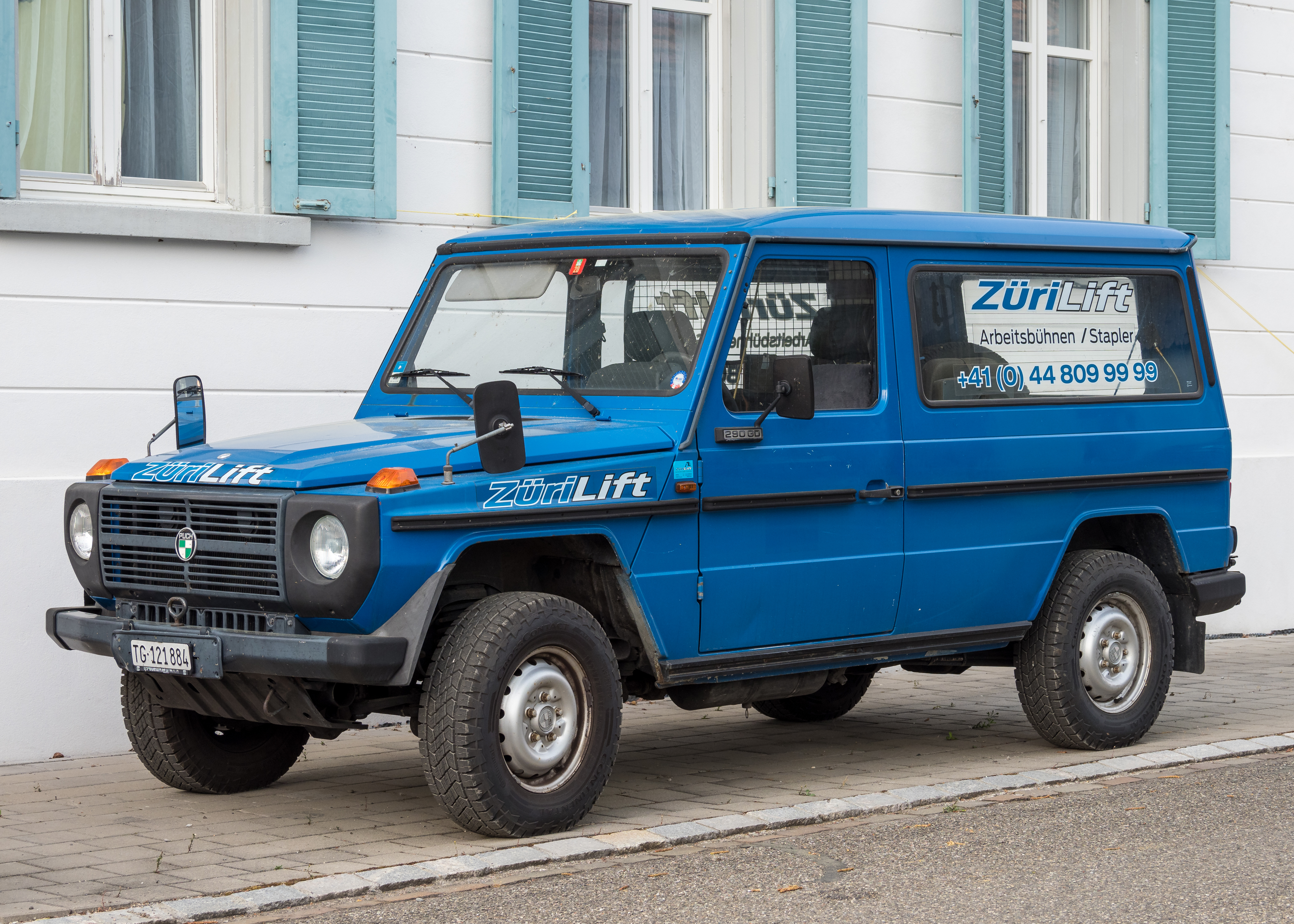
Steyr Daimler Puch 290GD
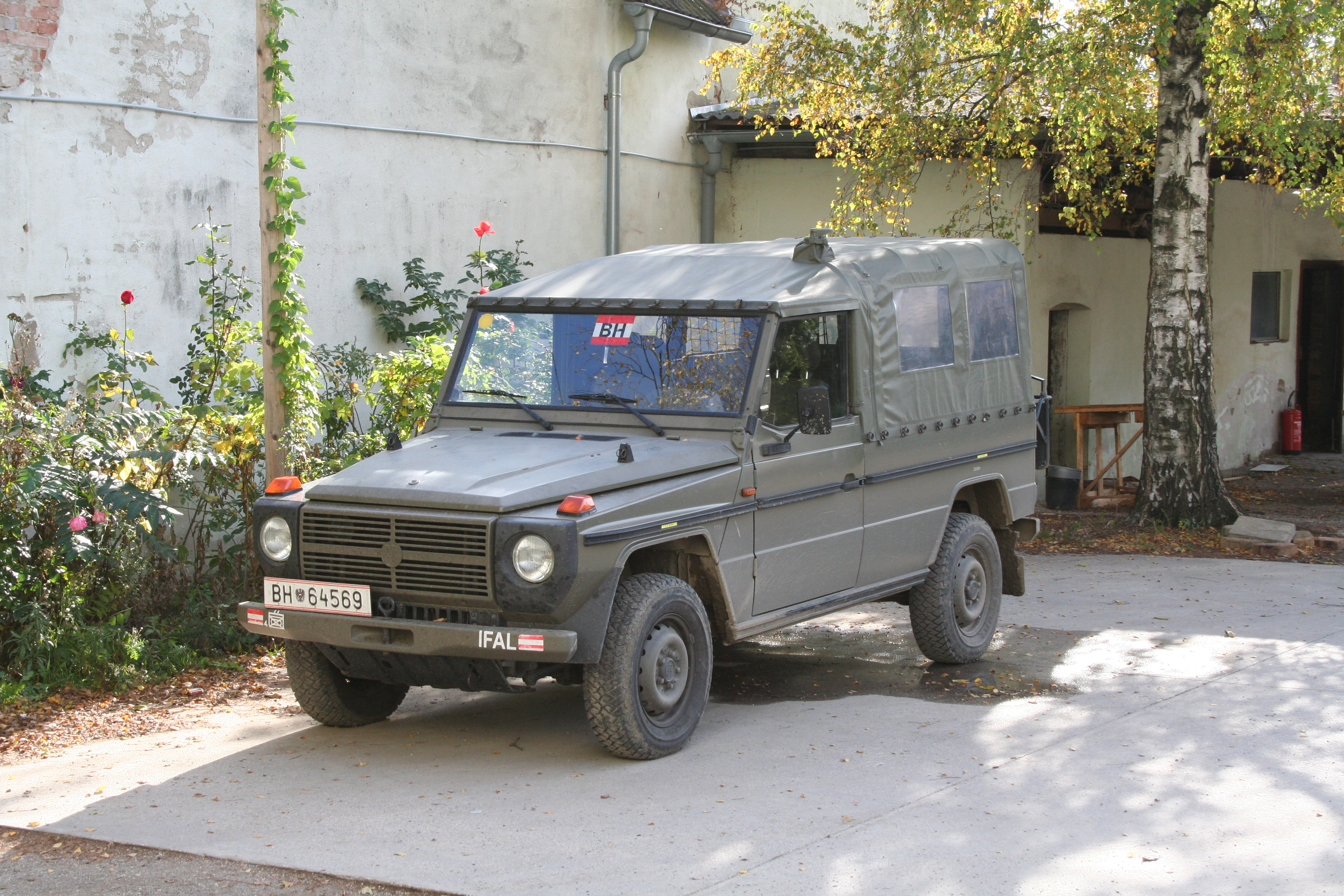
Puch G des österreichischen Bundesheeres
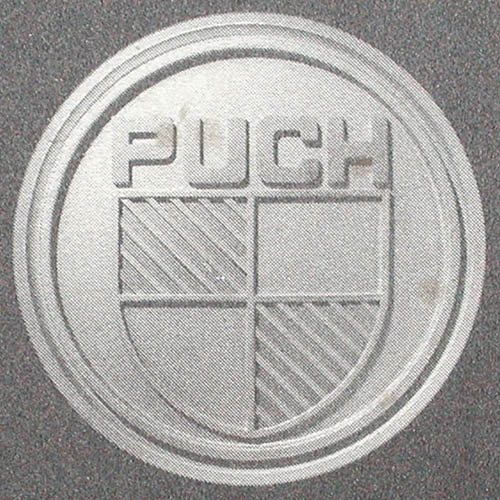
Logo des Puch G

Berühmte Steyr-Panzer sind der in zahlreichen Versionen produzierte Schützenpanzer Saurer, der in vielen Ländern verwendet wird (Österreich, Griechenland, Zypern, Afrika usw.), Kürassier (Österreich, Brasilien, Marokko, Botswana, Tunesien, Argentinien usw.), Pandur (Österreich, Belgien, Slowenien, USA, Kuwait usw.) und ASCOD-Ulan (Österreich, Spanien).
Ab 1980 war die Steyr-Daimler-Puch AG das drittgrößte Industrieunternehmen Österreichs mit etwa 17.000 Beschäftigten. Umstrukturierungen sowie die Auslagerung von Teilen der Produktion auf mehrere Nachfolgeunternehmen ließen diese Zahl bis auf 8900 im Jahr 1991 sinken.

### Ausgliederung der Produktionssparten ab 1987

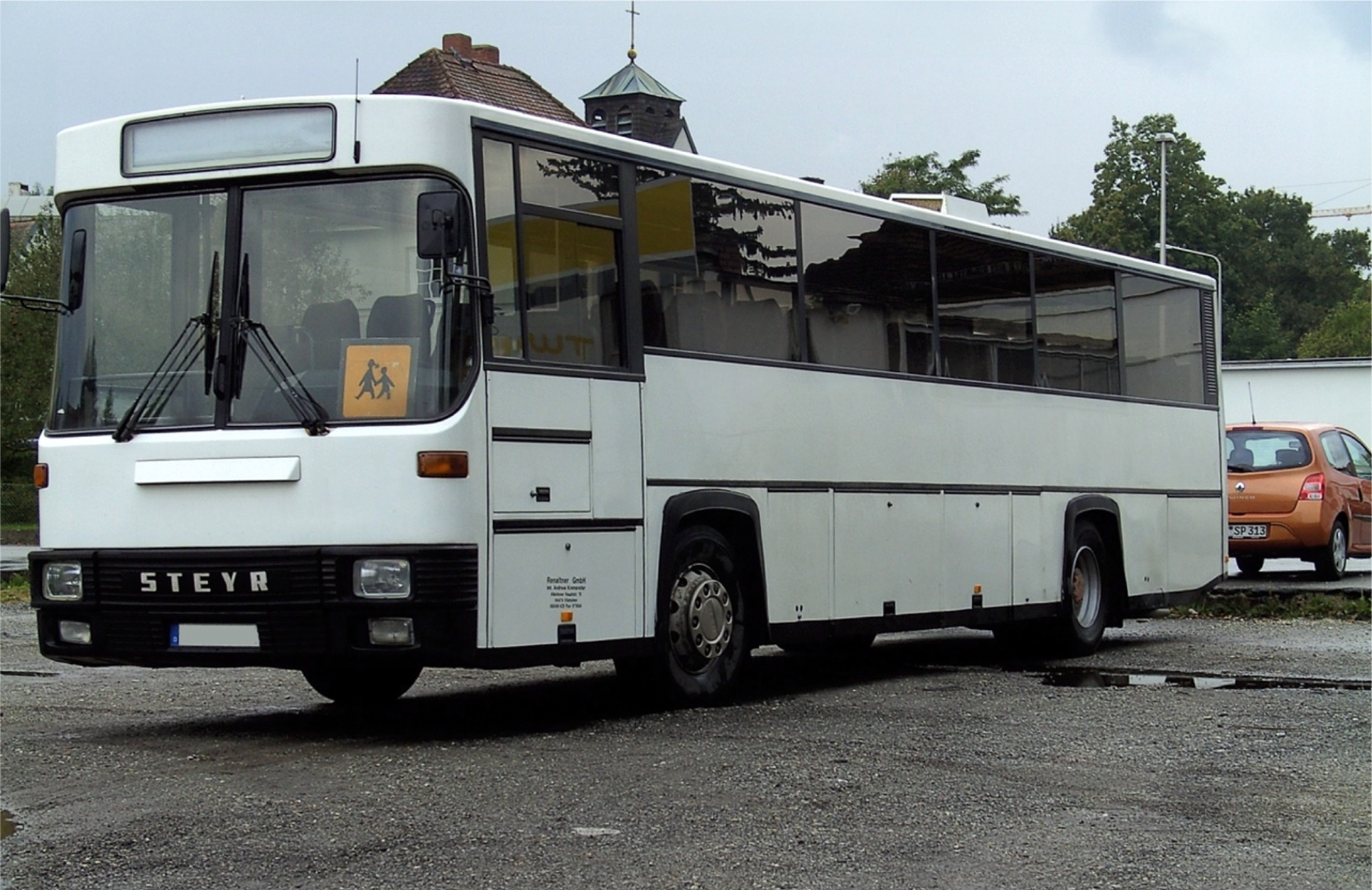
Ein Steyr-Autobus, der sogenannte „Österreich-Bus“

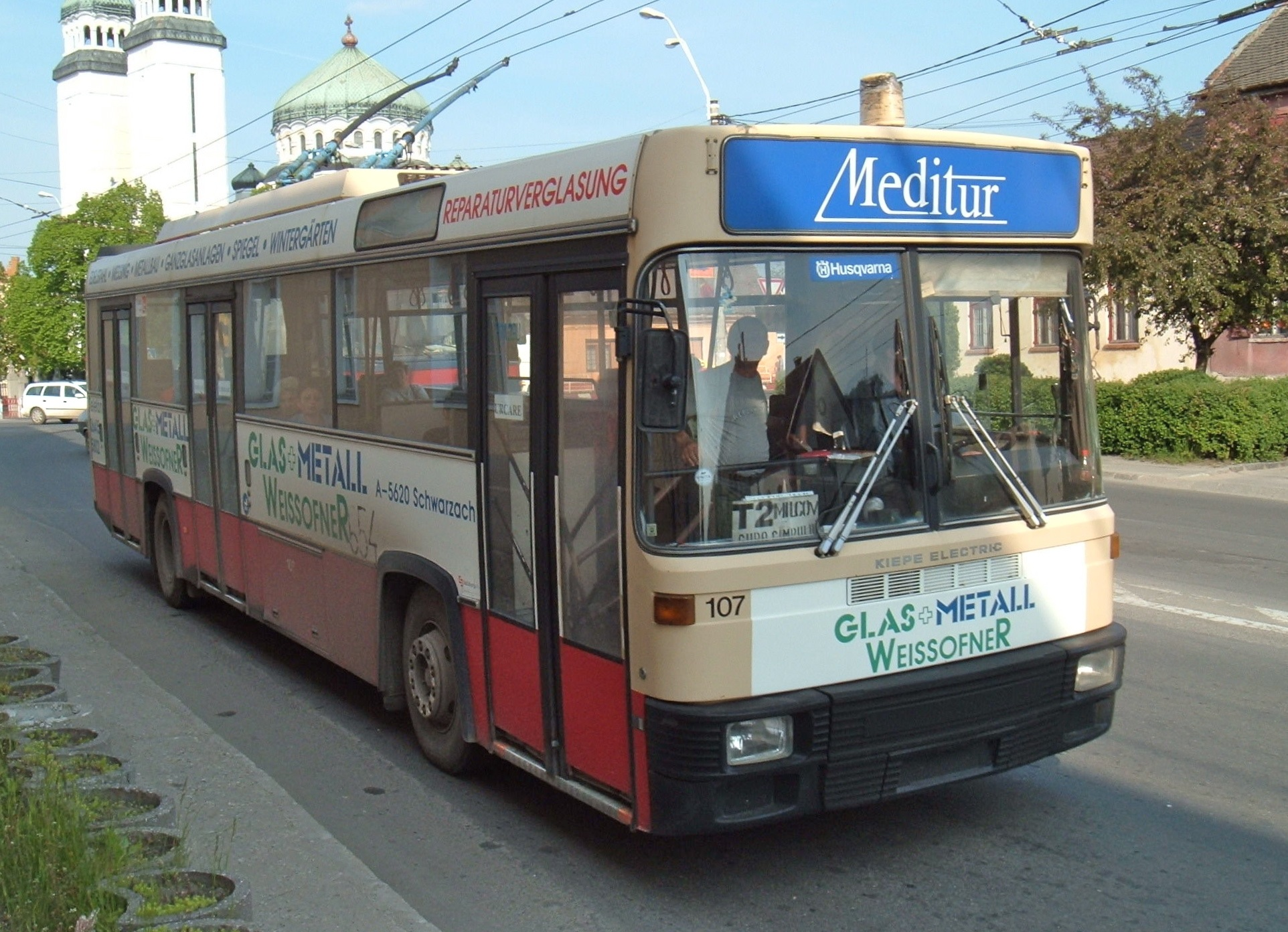
Ein Steyr-Oberleitungsbus

1987 begann die Filetierung des Unternehmens. Nach und nach wurden die einzelnen Produktionssparten verkauft bzw. ausgegliedert:
- 1987, Verkauf des Werks in Griechenland (seitdem als ELBO eigenständig)
- 1987, Ausgliederung der Waffenproduktion in eine eigenständige und unabhängige Gesellschaft, die Steyr Mannlicher GmbH & Co KG
- 1987, Verkauf der Fahrradsparte in Form der Marke Puch an die italienische Bianchi, die ihrerseits von Cycleurope AB gekauft wurde.
- 1987, Verkauf der Mopedsparte in Form der Marke Puch an Piaggio.
- 1988, Verkauf der Wälzlagersparte an SKF
- 1990, Verkauf der LKW-Sparte in Form der Marke Steyr an MAN.[5]
- 1990er Jahre, Ausgliederung der Traktoren-Produktion in Form der Marke Steyr an die US-amerikanische Case Corporation (später CNH Global).
- 1990er Jahre, Ausgliederung der Busproduktion in Form der Marke Steyr an den schwedischen Volvo-Konzern.
- 1998, Verkauf der Produktion schwerer Waffen (Steyr-Daimler-Puch Spezialfahrzeug GmbH) durch ein Management-Buy-out an eine österreichische Investorengruppe, die sie 2003 an den US-amerikanischen Rüstungskonzern General Dynamics weiterverkaufte.
- 1998, Verkauf der zwei restlichen Sparten Fahrzeugtechnik und Antriebstechnik an den kanadischen Magna-Konzern von Frank Stronach, wobei die Sparte Antriebstechnik an die deutsche ZF Friedrichshafen AG weiterverkauft wurde.

Die verbliebene Steyr-Daimler-Puch Fahrzeugtechnik AG & Co. KG (SFT) in Graz wurde 2001 mit der Magna Europa AG zu Magna Steyr verschmolzen und als eigenständiger Teilkonzern von Magna International positioniert.
Von diesem spaltete sich 2001 die Steyr Motors durch Management Buy-Out ab. Im September 2012 verkaufte diese wiederum alle Anteile an die chinesische Investorengruppe Phoenix Tree HSC Investment

## Modelle

### PKW (1920–1959)
| Typ                                | Bauzeitraum | Zylinder | Hubraum  | Leistung            | Vmax          |
| ---------------------------------- | ----------- | -------- | -------- | ------------------- | ------------- |
| II (12/40 PS)                      | 1920–1924   | 6 Reihe  | 3325 cm³ | 40 PS (29 kW)       | 100 km/h      |
| IV (7/23 PS)                       | 1922–1924   | 4 Reihe  | 1814 cm³ | 23 PS (17 kW)       | 80 km/h       |
| VI Klausen Sport (19/145 PS)       | 1922–1924   | 6 Reihe  | 4900 cm³ | 145 PS (107 kW)     | über 150 km/h |
| 60 / VI (12/60 PS)                 | 1922–1926   | 6 Reihe  | 3325 cm³ | 60 PS (44 kW)       | 120 km/h      |
| V (12/40 PS)                       | 1924–1925   | 6 Reihe  | 3325 cm³ | 40 PS (29 kW)       | 110 km/h      |
| VII (12/50 PS)                     | 1925–1929   | 6 Reihe  | 3325 cm³ | 50 PS (37 kW)       | 100 km/h      |
| XII (6/30 PS)                      | 1926–1929   | 6 Reihe  | 1568 cm³ | 30 PS (22 kW)       | 85 km/h       |
| VI Sport (15/80 PS)                | 1928        | 6 Reihe  | 4014 cm³ | 80 PS (59 kW)       | 130 km/h      |
| VI Sport (17/100 PS)               | 1928        | 6 Reihe  | 4400 cm³ | 100 PS (74 kW)      | 135 km/h      |
| XVI (15/70 PS)                     | 1928–1929   | 6 Reihe  | 4014 cm³ | 70 PS (51 kW)       | 110 km/h      |
| Austria (21/100 PS)                | 1929        | 6 Reihe  | 5295 cm³ | 100 PS (74 kW)      | 120 km/h      |
| XX (8/40 PS)                       | 1929        | 6 Reihe  | 2070 cm³ | 40 PS (29 kW)       | 90 km/h       |
| 30 / XXX / 130 (8/40 PS)           | 1930–1932   | 6 Reihe  | 2078 cm³ | 40 PS (29 kW)       | 90 km/h       |
| 30 Typ 45 Taxameter (8/40 PS)      | 1930–1933   | 6 Reihe  | 2078 cm³ | 40 PS (29 kW)       | 90 km/h       |
| 30 S / 230 (8/45 PS)               | 1932        | 6 Reihe  | 2078 cm³ | 45 PS (33 kW)       | 110 km/h      |
| Steyr-Opel (“Stoppel”) (4,5/22 PS) | 1932        | 4 Reihe  | 1169 cm³ | 22 PS (16,2 kW)     |               |
| 30 SL / 330 (8/45 PS)              | 1932–1933   | 6 Reihe  | 2078 cm³ | 45 PS (33 kW)       | 95 km/h       |
| 430                                | 1933–1935   | 6 Reihe  | 2078 cm³ | 45 PS (33 kW)       | 110 km/h      |
| 100                                | 1934–1936   | 4 Reihe  | 1385 cm³ | 32 PS (23,5 kW)     | 100 km/h      |
| 120 Super                          | 1935–1936   | 6 Reihe  | 1990 cm³ | 50 PS (37 kW)       | 120 km/h      |
| 530                                | 1935–1936   | 6 Reihe  | 2260 cm³ | 55 PS (40 kW)       | 105 km/h      |
| 125 Super                          | 1936–1937   | 6 Reihe  | 2078 cm³ | 50 PS (37 kW)       | 120 km/h      |
| 50 („Steyr-Baby“)                  | 1936–1938   | 4 Boxer  | 984 cm³  | 22 PS (16,2 kW)     | 90 km/h       |
| 200                                | 1936–1940   | 4 Reihe  | 1498 cm³ | 35 PS (25,7 kW)     | 100 km/h      |
| 630                                | 1937–1939   | 6 Reihe  | 2260 cm³ | 55 PS (40 kW)       | 100 km/h      |
| 220                                | 1937–1941   | 6 Reihe  | 2260 cm³ | 55 PS (40 kW)       | 120 km/h      |
| 55 („Steyr-Baby“)                  | 1938–1940   | 4 Boxer  | 1158 cm³ | 25,5 PS (18,8 kW)   | 95 km/h       |
| 2000                               | 1953–1959   | 4 Reihe  | 1997 cm³ | 65–86 PS (48–63 kW) | 135 km/h      |
| 2300 Sport                         | 1956–1959   | 4 Reihe  | 2260 cm³ | 95 PS (70 kW)       | 160 km/h      |
| Steyr-Puch 500                     | 1957–1973   | 2 Boxer  | 493 cm³  | 16 PS (11,8 kW)     | 100 km/h      |

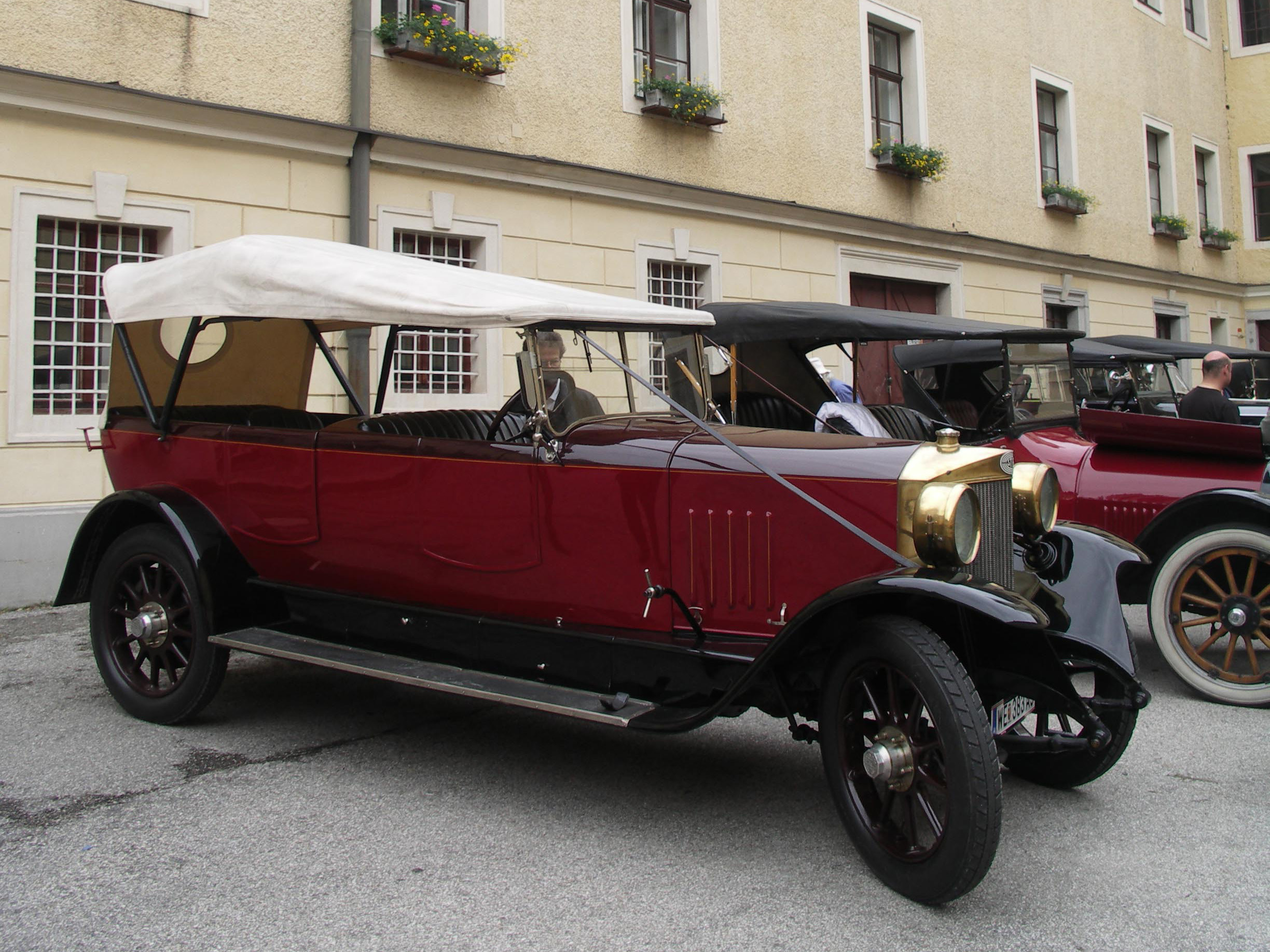
Steyr VII 1926

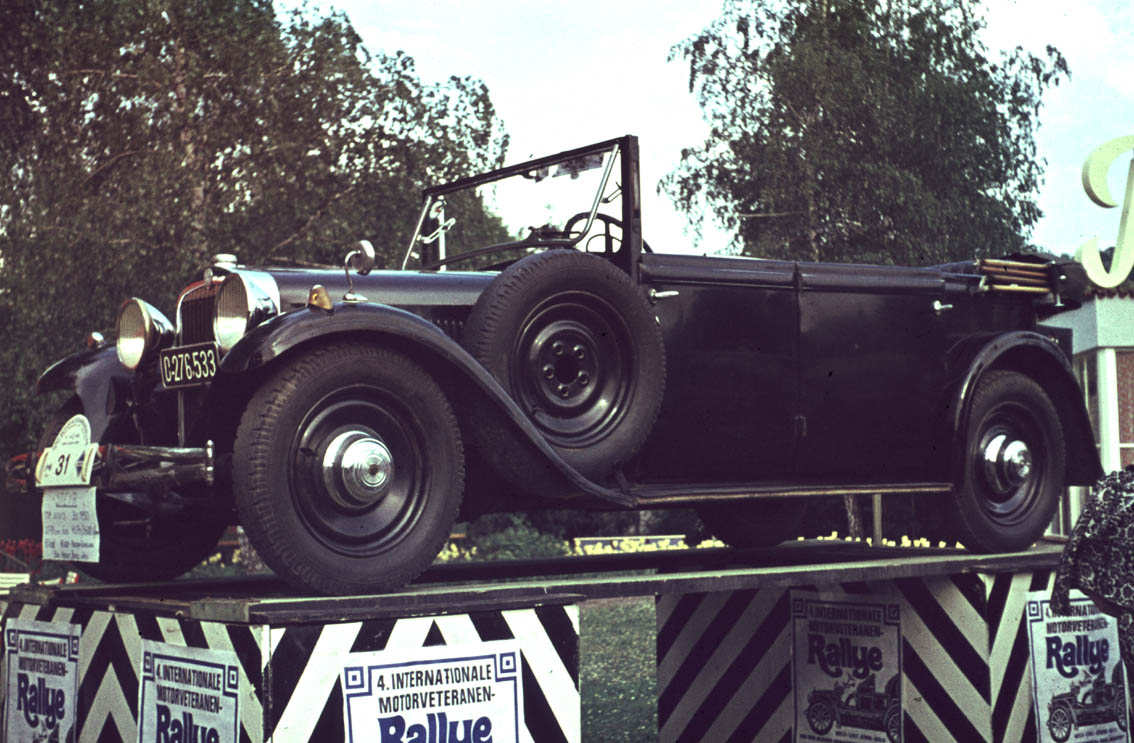
Steyr XX 1930

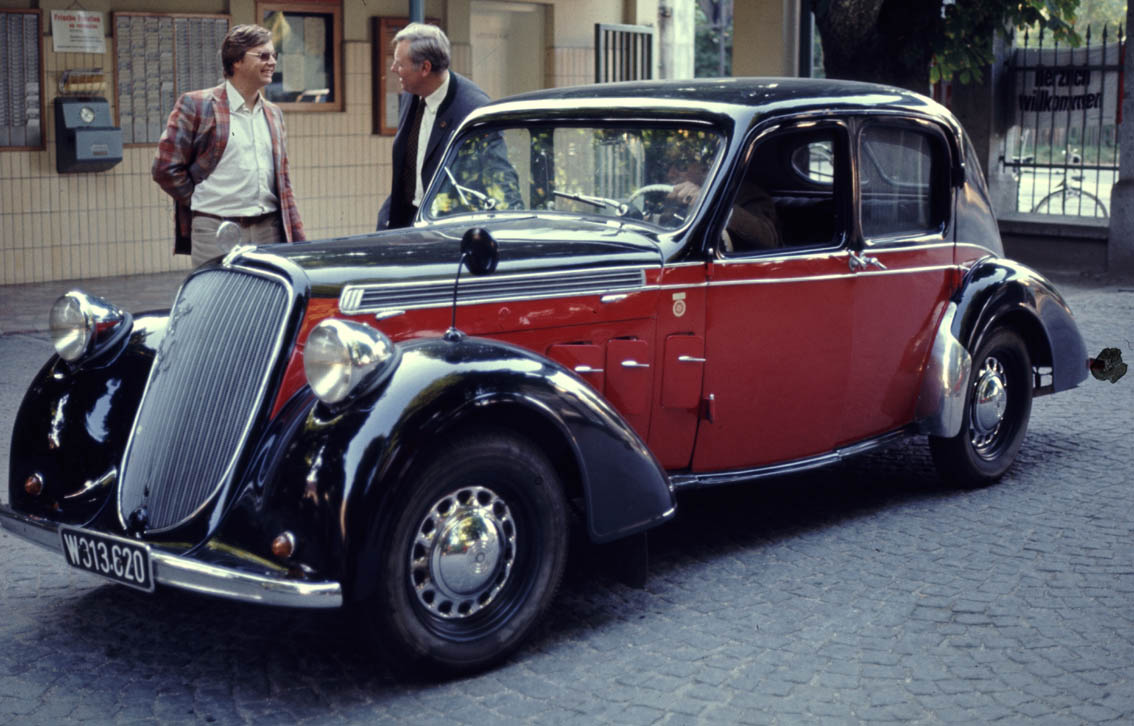
Steyr 220 1939

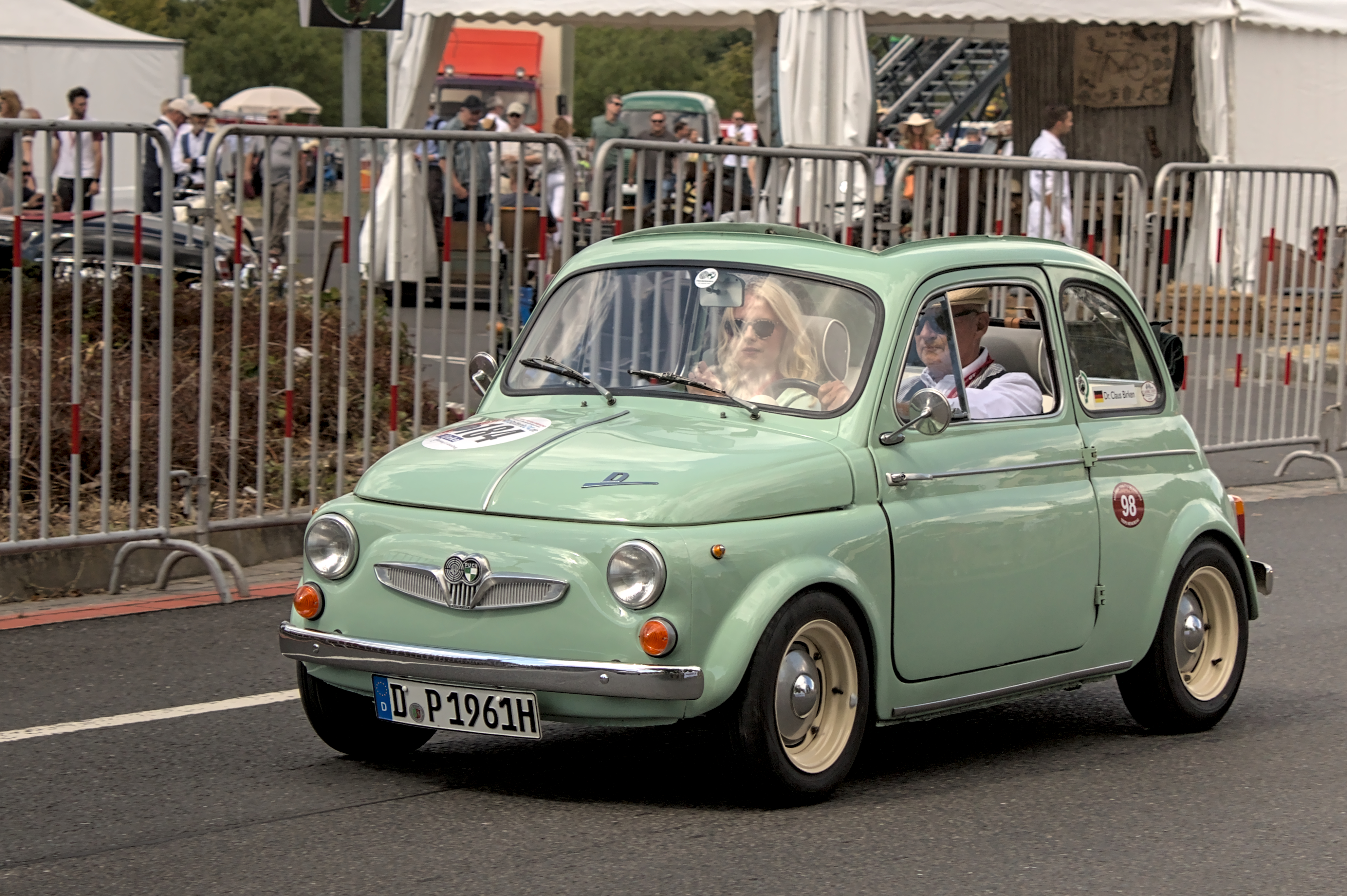
Steyr-Puch 500 D

Im Automobilmuseum Aspang in Aspang-Markt in Niederösterreich sind Fahrzeuge der Modelle Steyr XX, Steyr 30/Typ 45, Steyr 50, Steyr 100, Steyr 200, Steyr 220 und Steyr 530 sowie ein Steyr-Opel aus 1932, ein Steyr-Puch 500 DL aus 1959 und ein LKW der Type Steyr 40 aus dem Jahr 1931 ausgestellt.

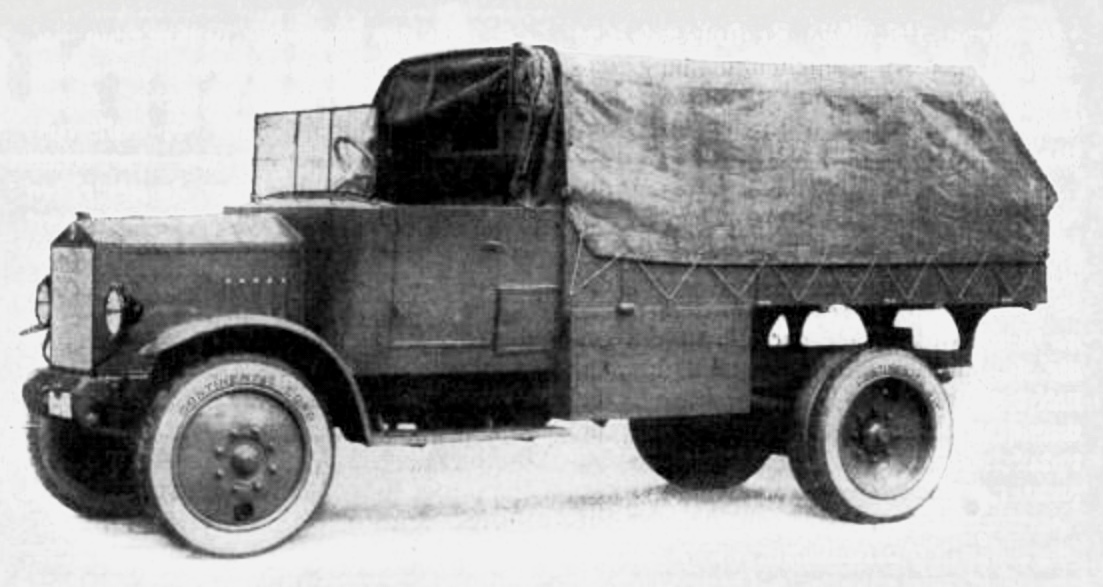
Steyr Typ III

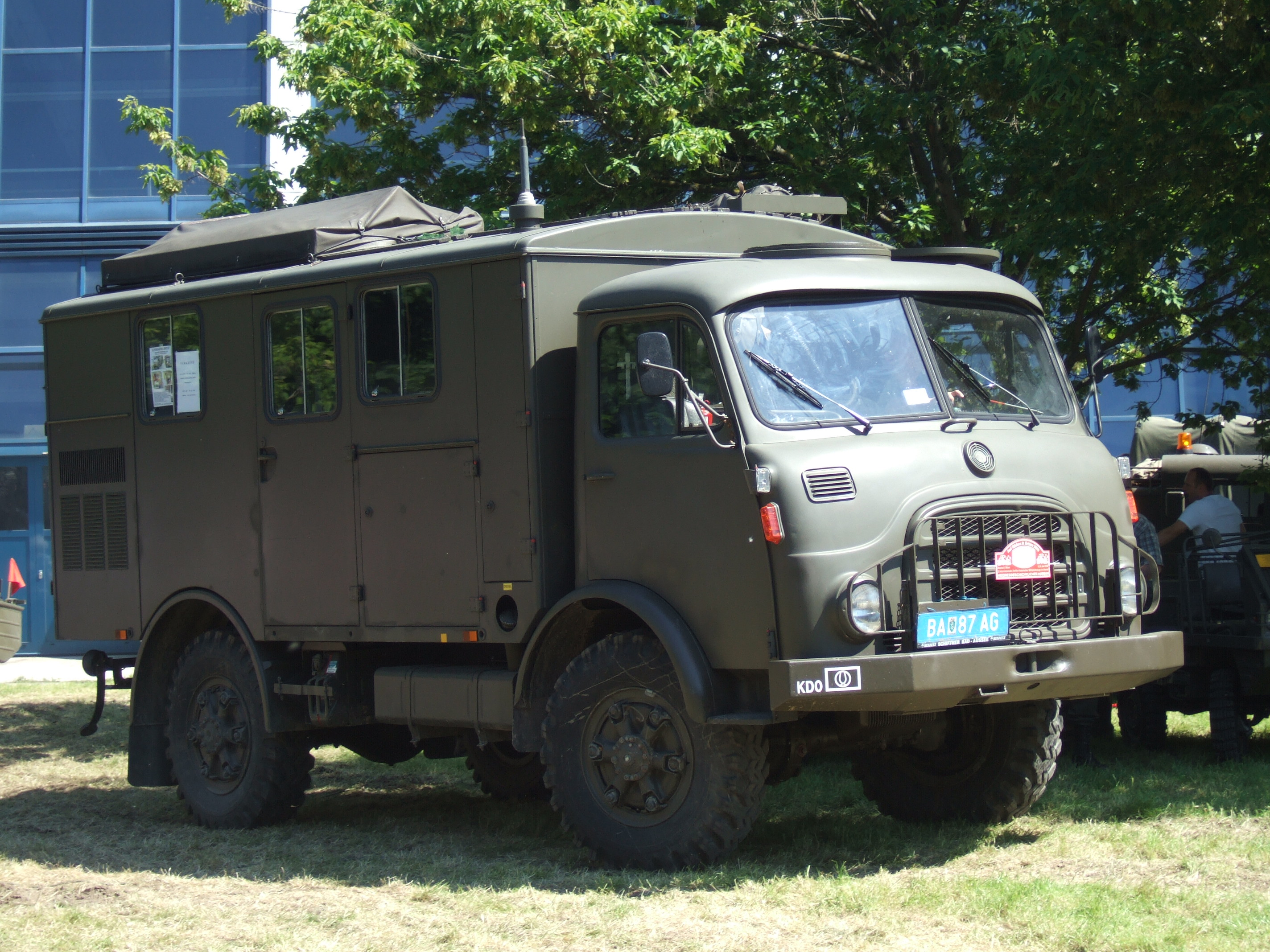
Steyr 680M (Militärfahrzeug)

### LKW
- Typ III, erstes LKW-Fahrgestell ab 1920 erzeugt
- Typ XII
- Typ XVII
- Typ 40
- Typ 6x4
- Haflinger
- Pinzgauer
- Noriker (ging nicht in Serienproduktion)
- Typ 270
- Typ 260
- Typ 370
- Typ 380
- Typ 480
- Typ 580
- Typ 586
- 680–880 Serie
- Typ 680M
- Steyr 90-Plus Serie
- 590–690 Serie
- Typ 91
- 591–691 Serie
- Typ 92
- Typ 12M18

Mitte der 1960er Jahre umfasste das Fertigungsprogramm 21 Ausführungen, die auf fünf verschiedenen Grundtypen (380, 480, 586, 680 und 780) basierten, zuzüglich verschiedener Sonderaufbauten wie Tank-, Silo-, Feuerwehr- und Müllwagen. Die Nutzlast betrug 4 bis 8 Tonnen, wobei sowohl konventionelle Langhauber als auch Frontlenker (Typ 780) hergestellt wurden. Bei den Motoren handelte es sich um 5,3-l-Vierzylinder (380, 480) oder 6-l-Sechszylinder.
1990 wurde die LKW-Sparte an MAN verkauft, auf Wunsch wurden MAN-LKW bis Anfang der 2000er Jahre mit Steyr-Kühlergrill ausgeliefert.

#### Steyr LKW

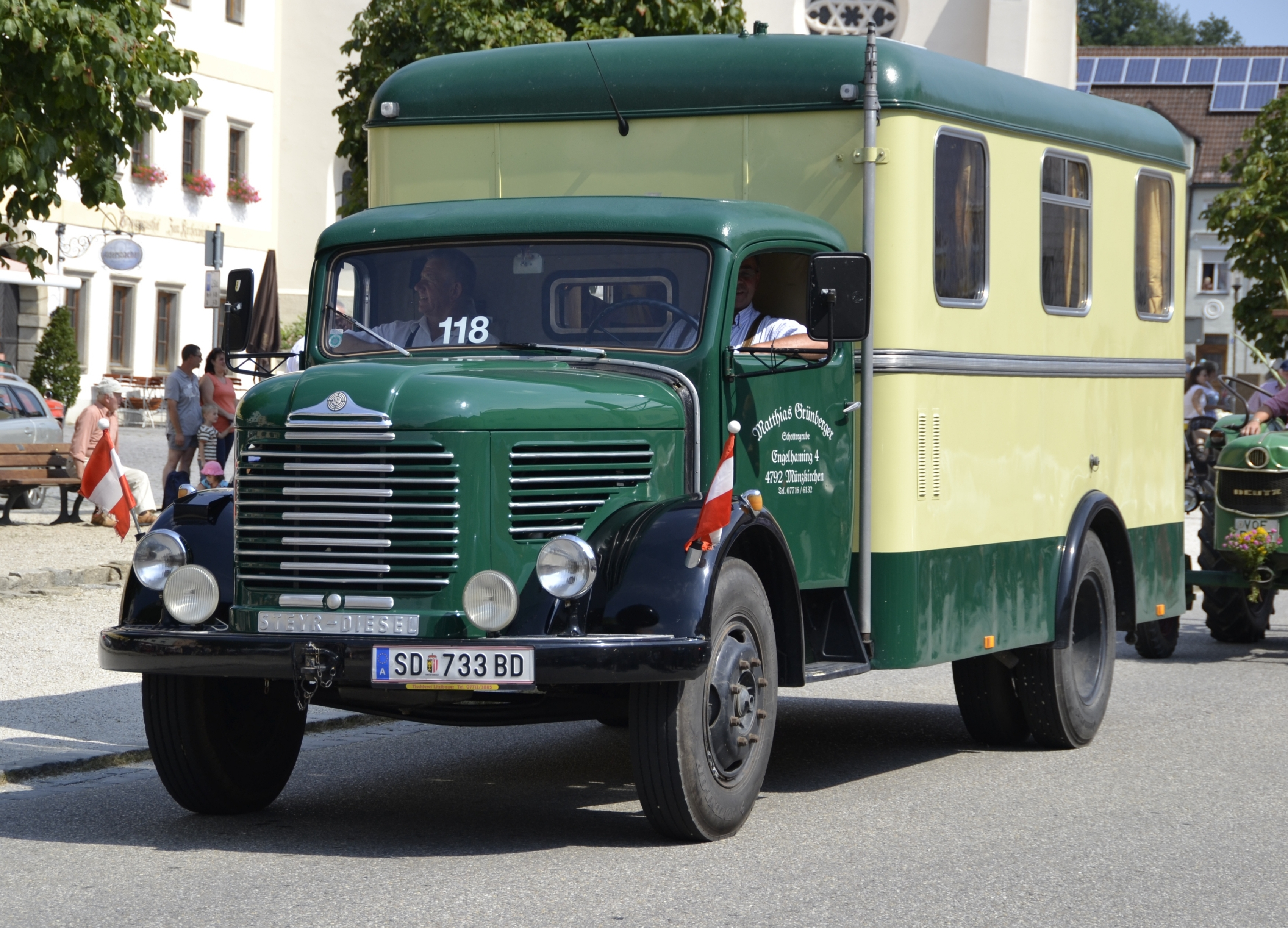
Steyr 380
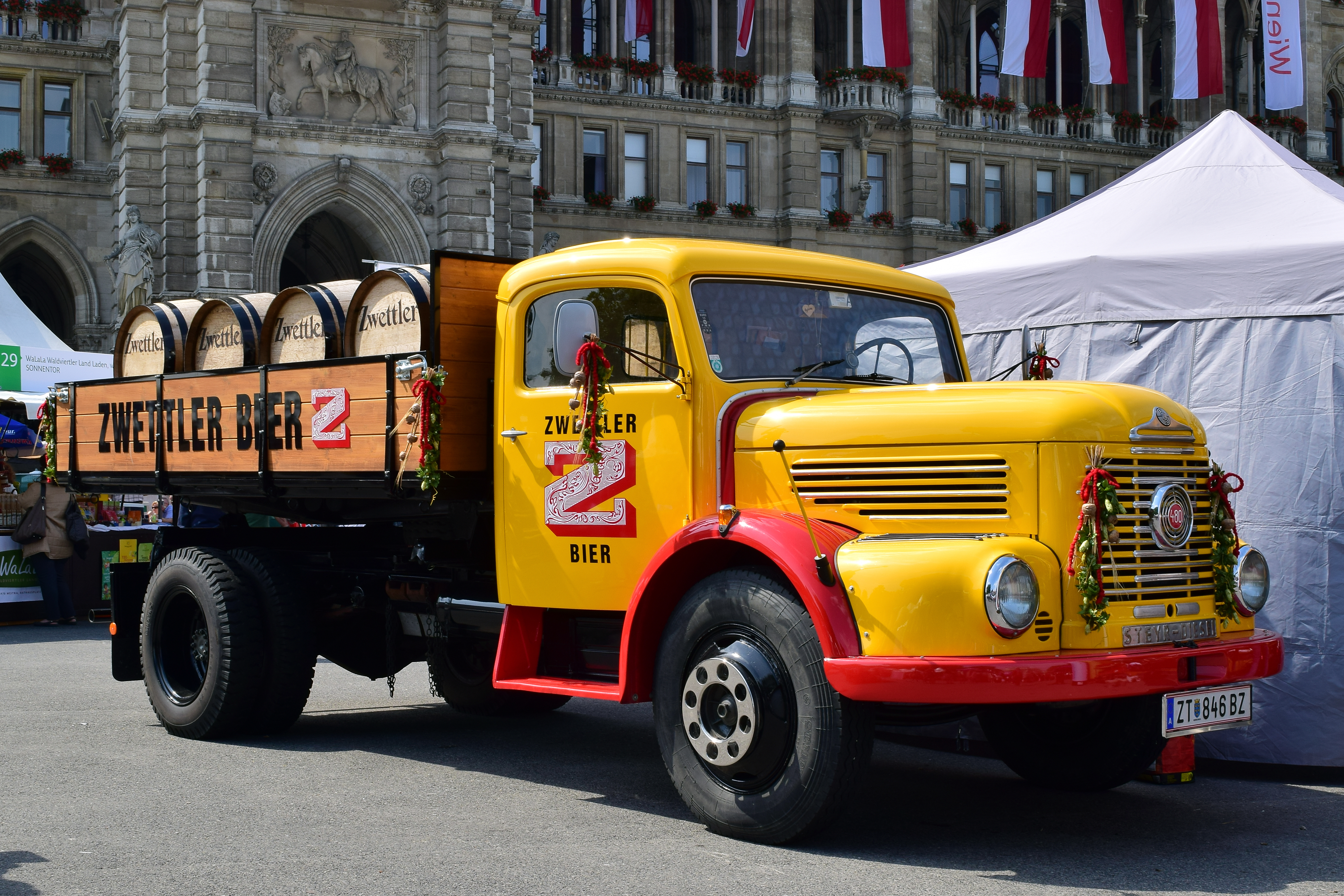
Steyr 480
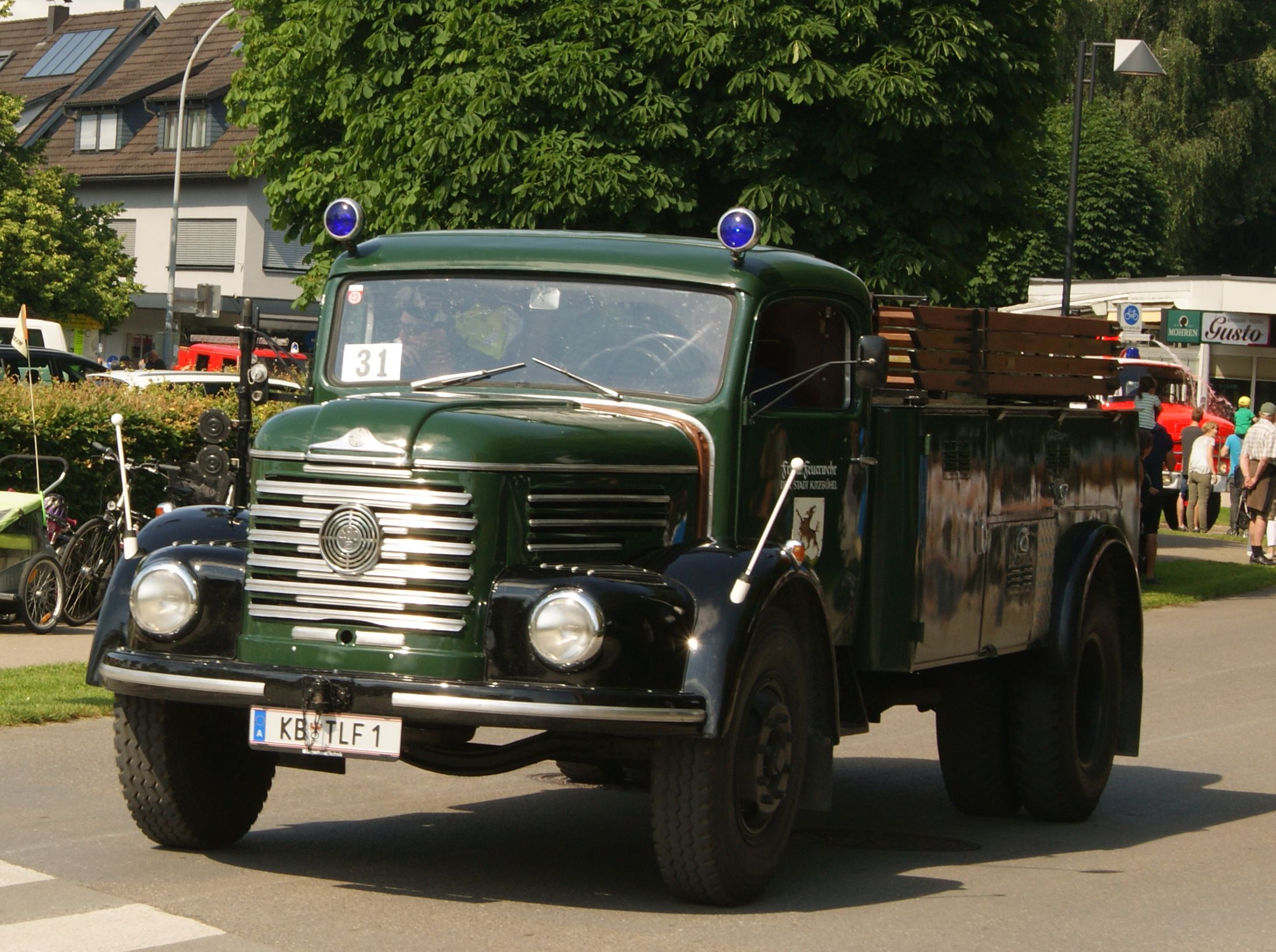
Steyr 580
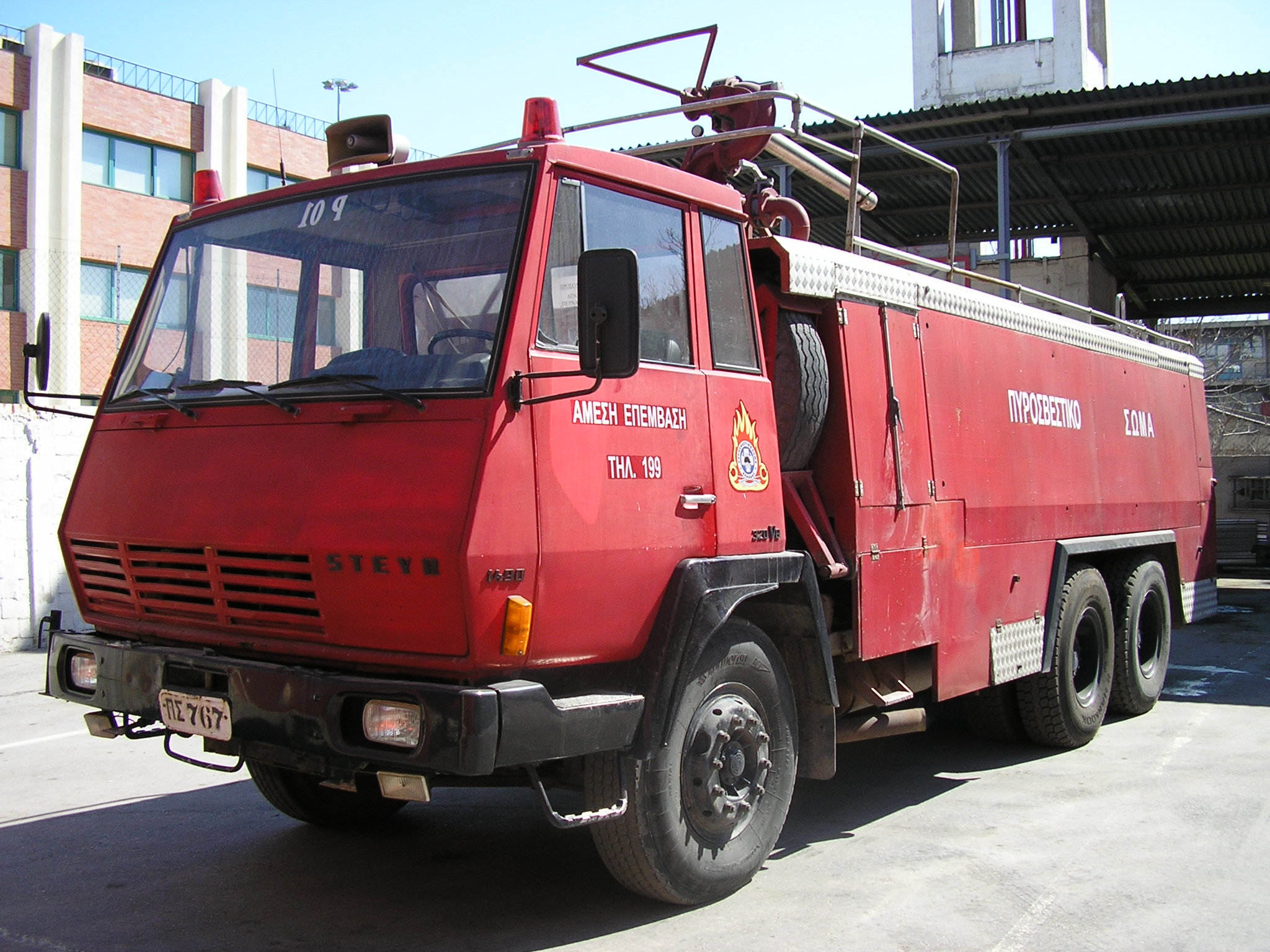
Steyr 90-Plus Serie
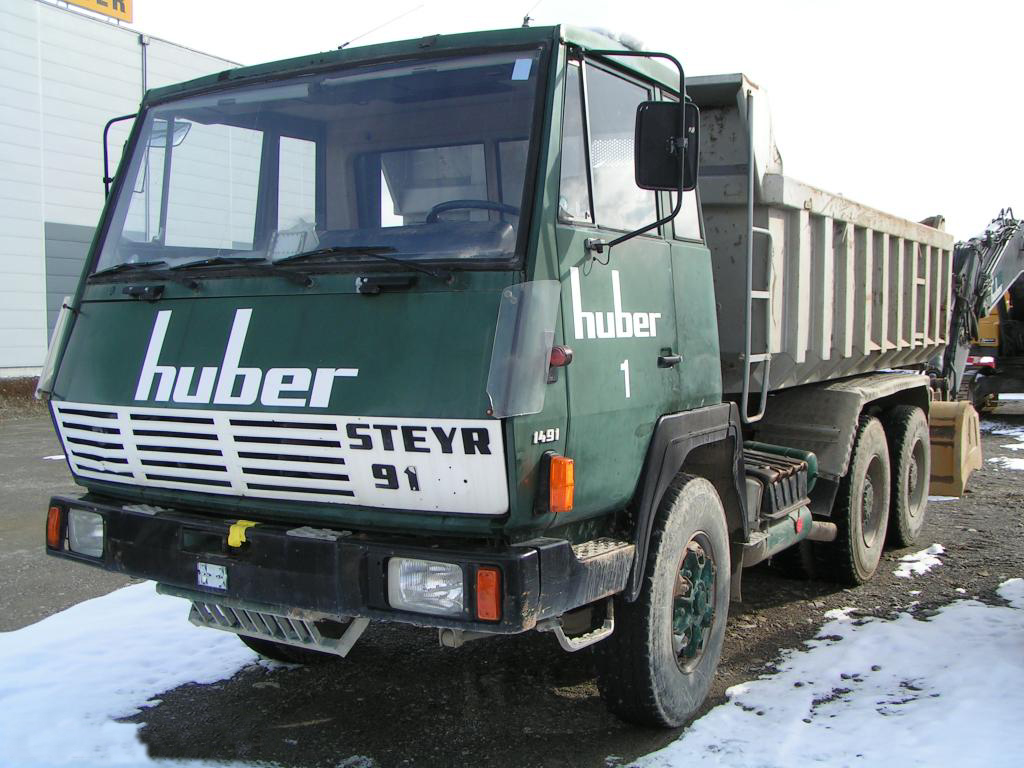
Steyr 91
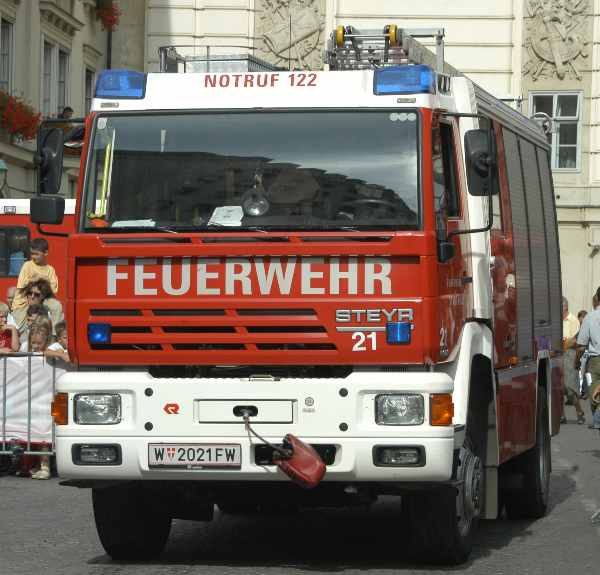
Steyr 14S28 (NMK, auf dem der MAN M2000 basiert)
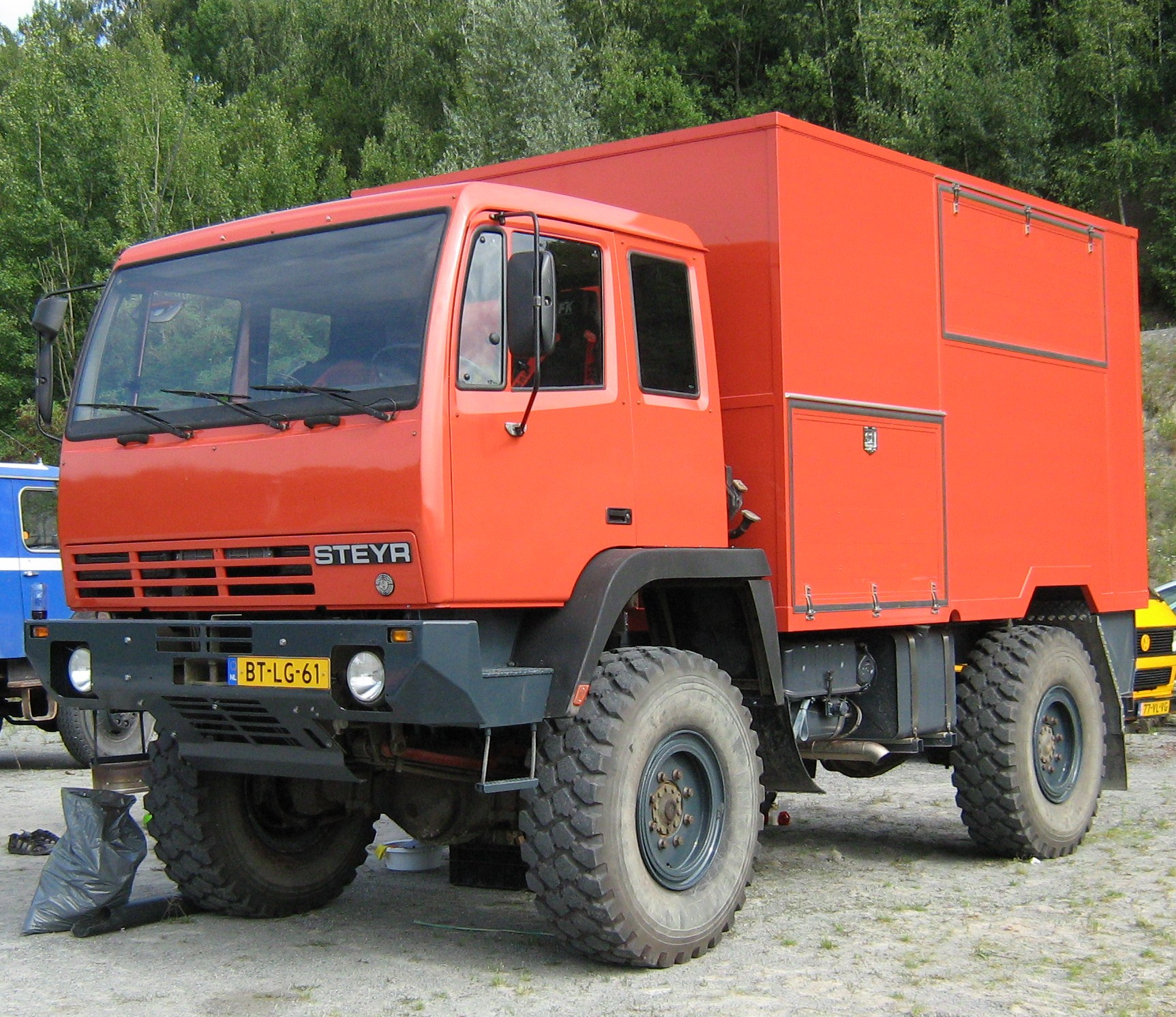
Steyr 12S18

### Busse

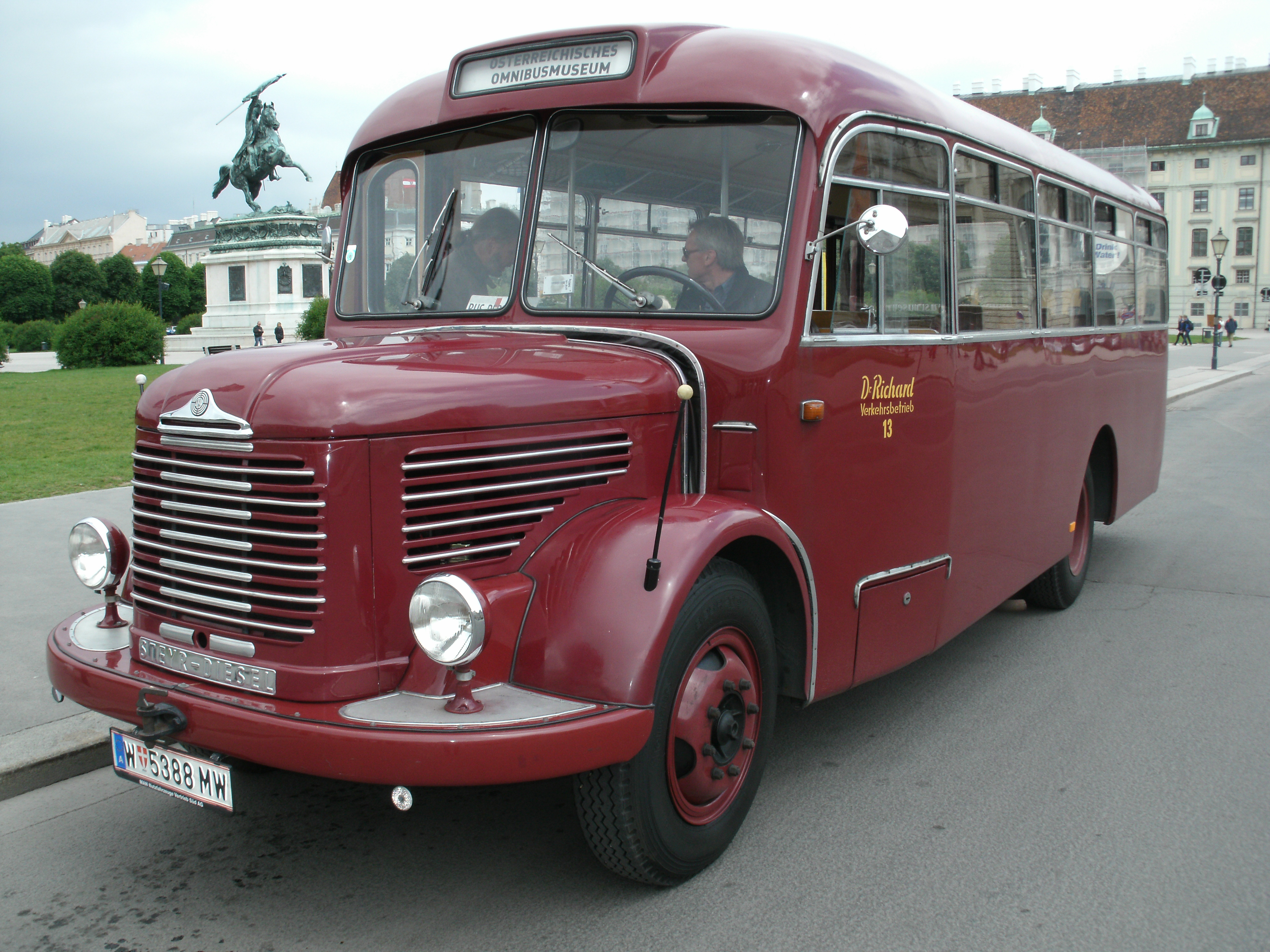
Autobus Steyr 380 mit Karosserie der Firma Perl in Auhof (Wien)

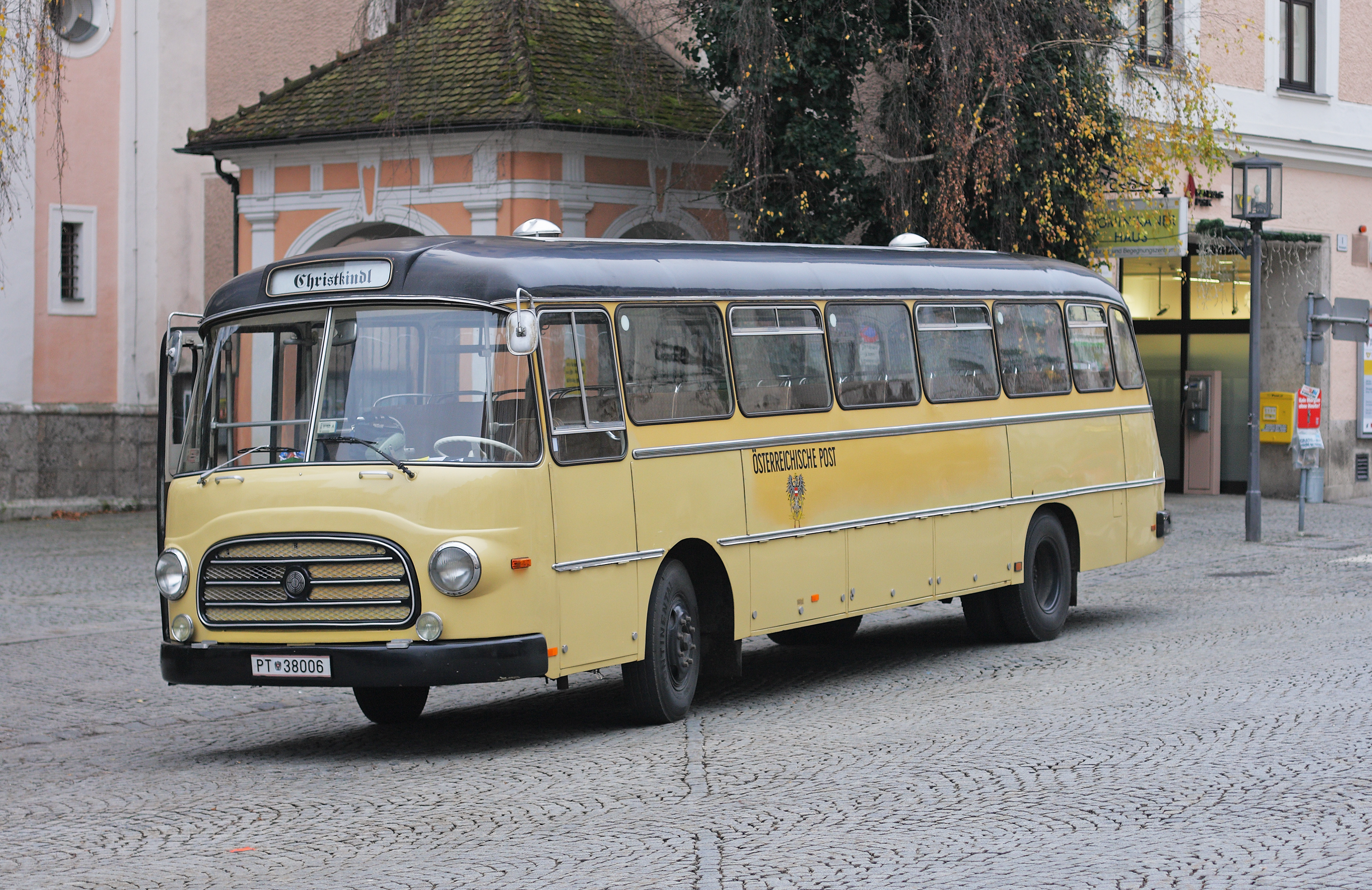
Postbus Steyr-Saurer 4 SHFN-OL (1971)

Steyr war auch im Autobusbau tätig, bereits in den 1920er Jahren wurden erste Autobusse auf Basis der Steyr-LKW u. a. für die Österreichische Post gefertigt. Zum Einsatz kam dabei das „Steyr-Schnellastwagen-Chassis“ mit 3.700 mm Radstand und einem Sechszylinder-Reihenmotor mit 34 PS (25 kW) bei 1.700/min. Die Karosserien wurden u. a. von den Lohnerwerken gefertigt.
1949 wurden zunächst der Linienbus 380 a und der Reisebus 380 b mit Frontmotor und Haube eingeführt, basierend auf der Lkw-Serie 380. 1953 folgten die überarbeiteten Typen 380 b und q. 1956 wurden der auf dem Steyr 480 basierende Linienbus 480 a und der Reisebus 488 b vorgestellt, noch mit Frontmotor, aber in einer neuen Karosserie ohne Haube.

Ab 1962 baute Steyr zusammen mit Saurer den Heckmotorbus Steyr-Saurer 780 a als Type 4 SHFN-OL. Von 1968 bis 1978 wurden über 1600 Exemplare des 12-m-Überlandbusses Steyr SL 12H 210 überwiegend an die Österreichische Post und die ÖBB ausgeliefert. Ab dieser Zeit wurden Steyr-Busse auch vom ehemaligen Konkurrenten Gräf & Stift karosseriert, diese Gemeinschaftsbusse trugen dann den Schriftzug Steyr Gräf.

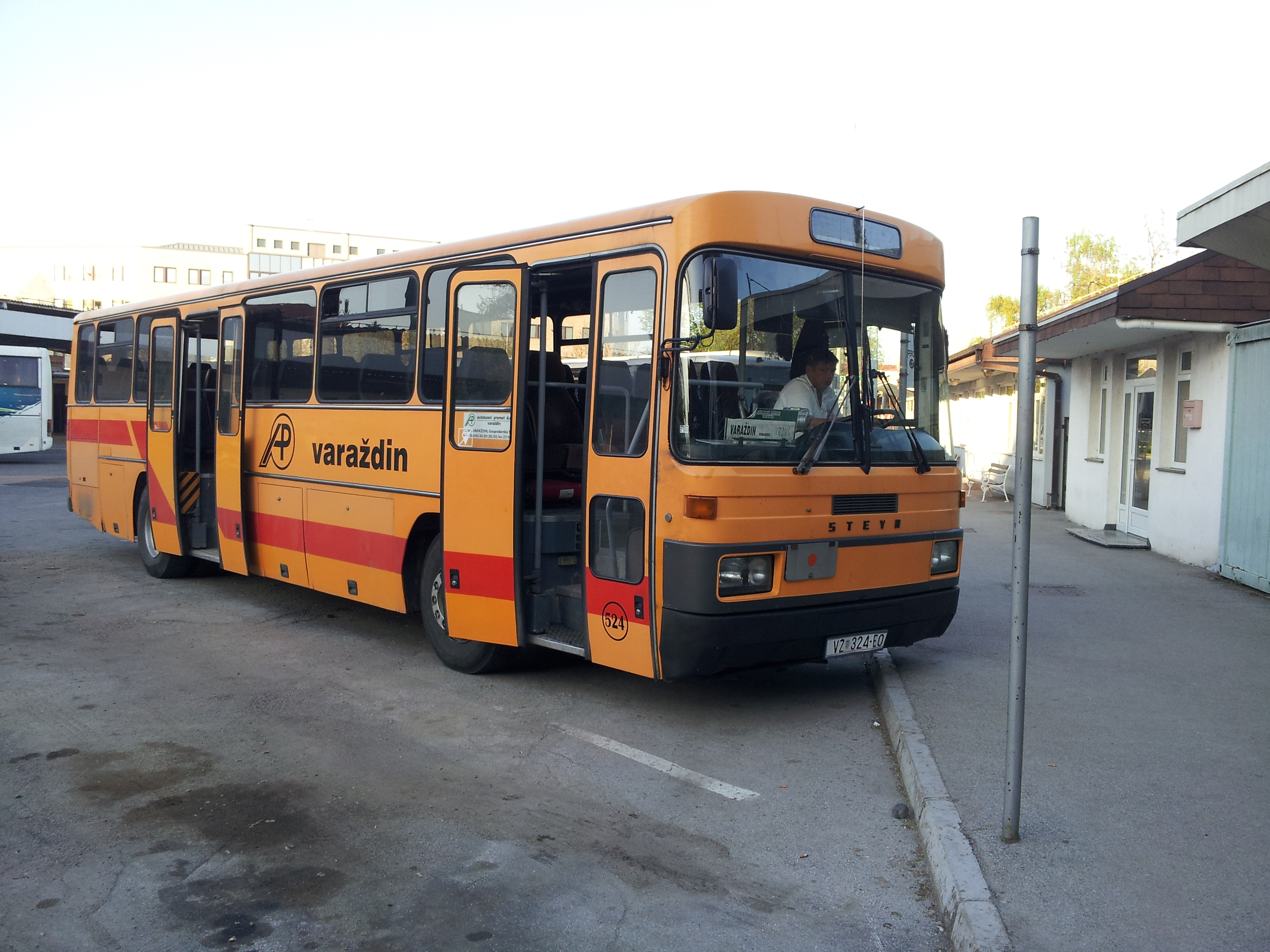
Steyr-Mercedes SML 14 H 256

Es folgte die Zusammenarbeit mit verschiedenen anderen Unternehmen auch im technischen Bereich. Zwei zusammen mit dem ungarischen Hersteller Ikarus entwickelte Modelle waren der Steyr-Ikarus SIR 11 (12) H210 (1968–1972, anfangs noch als Saurer) und der Steyr-Ikarus SIR/SIL 7H 132 (1971–1976).
In den 1970er Jahren wurden mehrere Bustypen von Daimler-Benz in Lizenz gebaut, darunter der VÖV-Standardlinienbus und der Überlandbus O 303. Von 1976 bis 1986 wurden fast 1000 Überlandbusse der Type Steyr-Mercedes SML 14H 256 produziert und fast ausschließlich an die Österreichische Bundesbahn und Post geliefert.
Von 1986 bis 1992 folgten über 500 Österreichbusse Steyr SL 11 HUA 280 als Weiterentwicklung der eigenen Transitbus-Reihe. Diese Überlandbusse gingen ebenfalls hauptsächlich an die ÖBB und Österreichische Post. Es gab auch Gelenkbus- und Stadtbusvarianten. Ab 1988 wurde statt des eigenen Motors 9 FUA der Mercedes-Benz OM 447 hLA verbaut.
Von 1978 bis 1992 wurde der Stadtbus Gräf/Steyr LU 200 M11 auf Fahrwerken von ÖAF-Gräf & Stift überwiegend für die Wiener Linien gefertigt.
Ab den 1990er Jahren folgten Aufbauten auf Volvo-Chassis, die bis zum Verkauf der Bussparte an Volvo gefertigt wurden. Das Unternehmen wurde im April 1999 geschlossen.

### Militärfahrzeuge
→ siehe: Steyr-Daimler-Puch Spezialfahrzeug

→ siehe: Steyr 50#Militärfahrzeuge
Bereits Ende der 1930er Jahre wurde mit dem Raupenschlepper Ost das erste Panzerfahrzeug entwickelt. Nach dem Zweiten Weltkrieg wurden auch Panzer erzeugt.
- Raupenschlepper Ost
- Kürassier
- Pandur
- Saurer
- Ascod
- Greif A1

### Traktoren
→ siehe: Steyr (Traktorenhersteller)

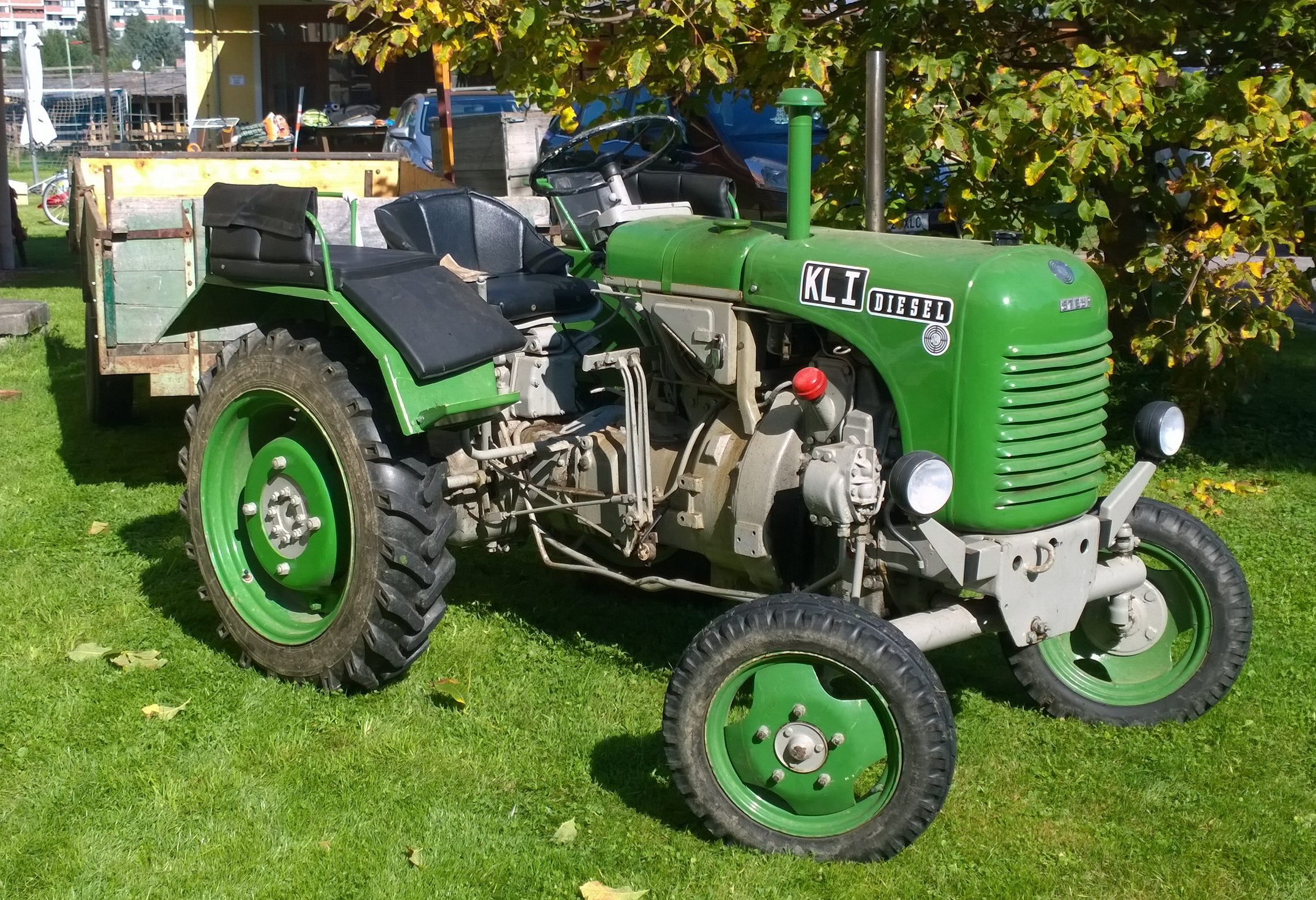
Steyr Dieseltraktor Typ 80

Nachdem 1947 mit dem Steyr 180 (26 PS) der erste österreichische Steyr-Traktor mit Dieselmotor herausgekommen und mit zunehmendem Erfolg vor allem an mittlere und große Betriebe verkauft worden war, wurde ab 1949 für kleinere Betriebe der Steyr-Diesel Traktor Typ 80 hergestellt. Vom aufgrund seiner Leistung als „15er Steyr“ legendär gewordenen, robusten Modell wurden bis 1964 rund 45.000 Stück in verschiedenen Ausführungen gebaut.
Die Nachfolgemodelle waren die Steyr Dieseltraktoren Typ 84 und Typ 86, besser bekannt als „18er Steyr“. Ihnen folgte die sogenannte „Jubiläumsserie“ (1960 bis 1969 gebaut) mit den Typen 188, 190, 288, 290 und 290k (Kommunalausführung).
Die Jubiläumsserie wurde ab 1967 von der Plus-Serie mit den markant kantigen Bauformen abgelöst, von dieser entstanden bis 1979 über 108.000 Exemplare.

### Motorräder und Mopeds
→ siehe: Puch-Werke

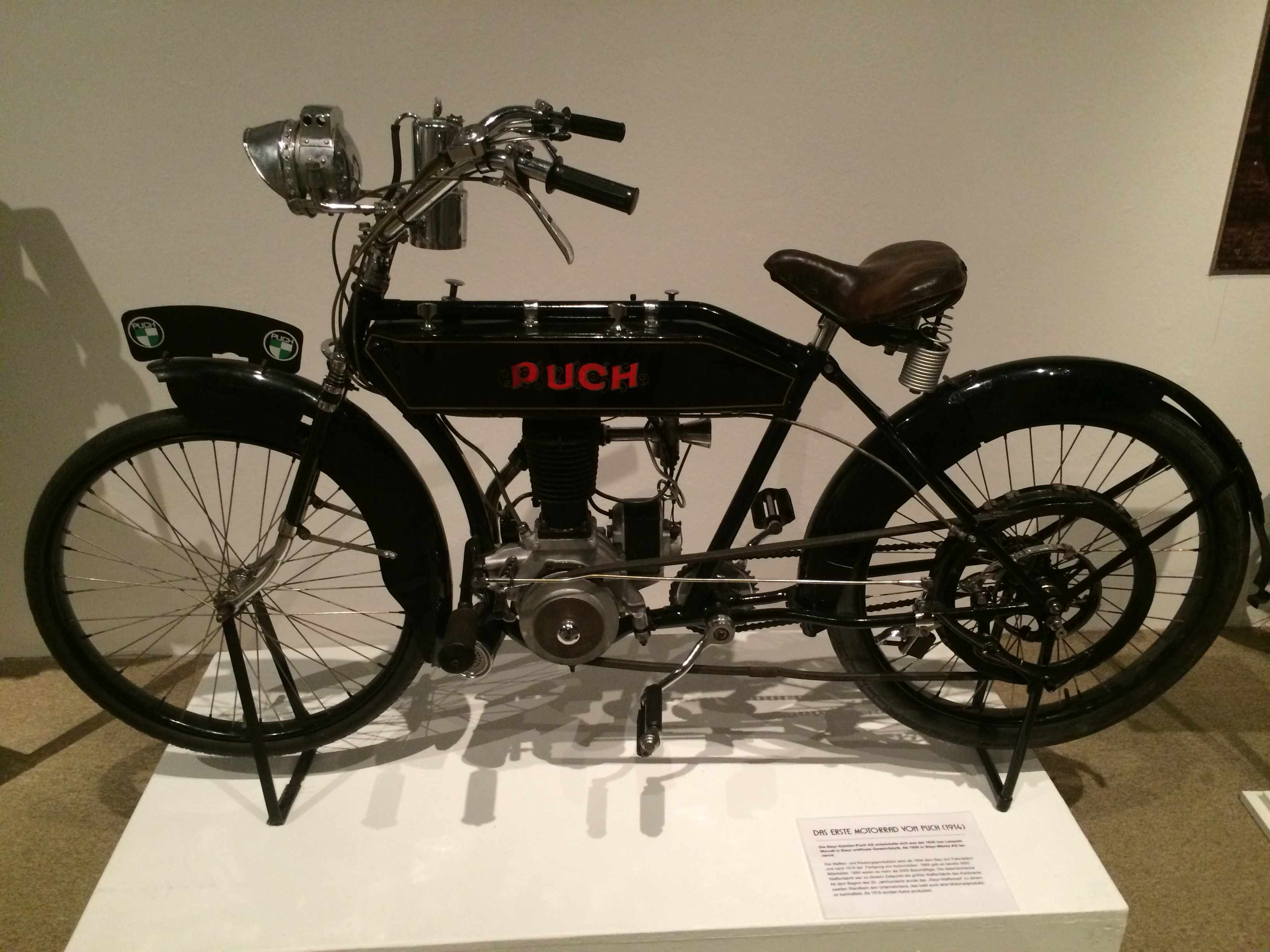
Puch R2 (1914) bei der Ausstellung „1900 bis 1930 – Eine atemlose Zeit“ im Schloss Halbturn (Mai 2015)

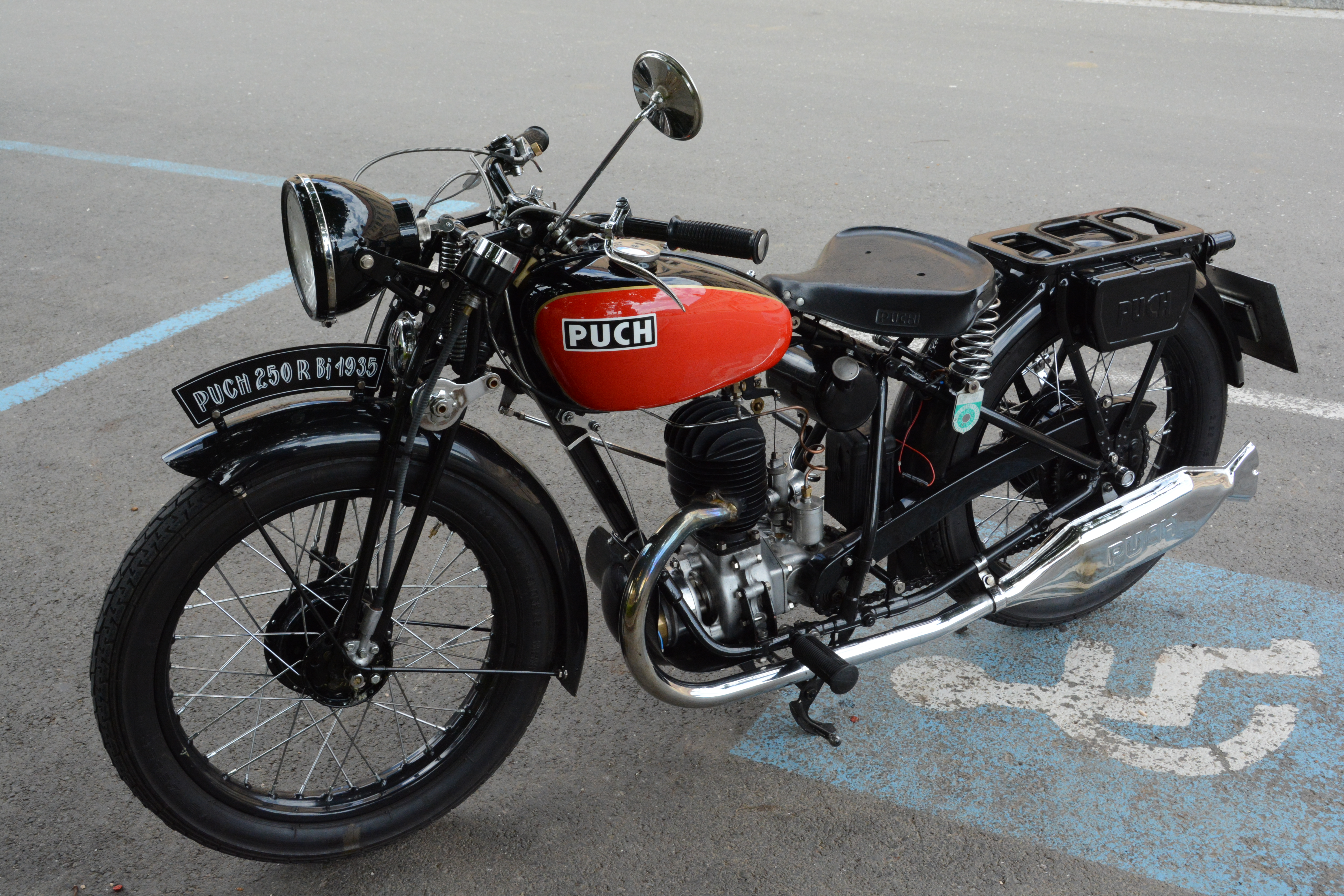
Puch 250 R, Baujahr 1935

Puch 250 SGS, Baujahr 1954

Zu den heute noch bekanntesten Motorrädern gehören die Puch 500 und 800, nach dem Zweiten Weltkrieg die Puch 250 TF („die steirische Norton“ mit Rohrrahmen) und die mit dem innovativen Schalenrahmen (siehe: Erwin Musger) ausgestatteten Puch 125 SV, 175 SV, 250 SG und 250 SGS.
Deren Geschichte lässt sich in drei Phasen beschreiben. Sie begann 1900, als Johann Puch das Dreirad „D“ baut, entsprechend dem damals weit verbreiteten De-Dion-Bouton-Motordreirad. Im Jahr 1914, dem Jahr von Puchs Tod, erreichte das Einzylinder-Modell R2 eine Höchststückzahl von 700 Einheiten, danach fielen die Produktionszahlen schrittweise auf zehn Einheiten des Modells MM von 1916/1917.
Die nächste Phase war vom Ingenieur Giovanni Marcellino geprägt (siehe: Puch-Zweitakt-Doppelkolbenmotor). Die Puch LM von 1924 bringt es auf 2.500 Einheiten, die Puch 220 von 1926–1928 auf 12.000, das meistgebaute Modell ist die 250 T von 1929 bis 1932 mit 13.200 Einheiten.
Mit der Puch 800 und ihrem Vierzylinder-Boxermotor hat diese Ära das mächtigste Motorrad, mit der „Styriette“ (60 cm3) ihr leichtestes.
Nach dem Zweiten Weltkrieg gilt die DKW RT 125 als stärkste Konkurrenz, der man sich im Grazer Puchwerk stellt. Die Puch 125 von 1940 begründet eine lange Generationenfolge von 125ern, die in der Puch M 125 von 1966 ihren Schlusspunkt erhält. Dieses Motorradkonzept hatte ab der Saison 1967 in den „kleinen Schwestern“, den Mopeds M 50 S und M 50 SE, zusätzliche Verbreitung gefunden.
Von den Motorrollern und Mopeds sind vor allem die Typen DS 50, MS 50 („Stanglpuch“) und Maxi sehr verbreitet gewesen.

## Auszeichnungen
- 1968 Staatspreis Design für Geländewagen Steyr-Puch Haflinger 700 AP (erste Vergabe des Preises)